# Liste des patrouilleurs de l'United States Navy
Voici la liste des navires patrouilleurs de l'United States Navy :

## PC, Patrol Craft Coastal
- USS Cyclone (PC-1)
- USS Tempest (PC-2)
- USS Hurricane (PC-3)
- USS Monsoon (PC-4)
- USS Typhoon (PC-5)
- USS Sirocco (PC-6)
- USS Squall (PC-7)
- USS Zephyr (PC-8)
- USS Chinook (PC-9)
- USS Firebolt (PC-10)
- USS Whirlwind (PC-11)
- USS Thunderbolt (PC-12)
- USS Shamal (PC-13)
- USS Tornado (PC-14)

## Hydrofoil Vessels

### PHM, Patrol Missile Hydrofoil
- USS Pegasus (PHM-1), anciennement Delphinus
- USS Hercules (PHM-2)
- USS Taurus (PHM-3)
- USS Aquila (PHM-4)
- USS Aries (PHM-5)
- USS Gemini (PHM-6)

### PGH, Patrol Gunboat Hydrofoil
- USS Flagstaff (PGH-1) (Grumman experimental class)
- USS Tucumcari (PGH-2) (Boeing, JetFoil predecessor)

### PCH, Submarine Chaser Hydrofoil
- USS High Point (PCH-1) (Boeing)

## PC, Submarine Chaser
Ces chasseurs de sous-marins sont longs de 173 pieds et utilise la désignation PC. Les grandes sections manquantes de numéros d’identification viennent pour la plupart du partage de numéro avec la classe de sous-marins de 110 pieds qui utilise la désignation de SC.
- USS PC-451
- PC-452 reclassé USS Castine (IX-211)
- PC-454 reclassé USS Impetuous (PYc-46)
- PC-455 reclassé USS Patriot (PYc-47)
- PC-456 reclassé USS Persistent (PYc-48)
- USS PC-457
- PC-458 reclassé USS Retort (PYc-49)
- PC-459 reclassé USS Turquoise (PY-18)
- PC-460 reclassé USS Sturdy (PYc-50)
- USS Bluffton (PC-461)
- USS PCC-462
- USS PCC-463
- USS PC-464
- USS Paragould (PC-465)
- USS Carmi (PC-466)
- USS PC-467 comme HNoMS King Haakon VII (en Norvège)
- USS PC-468
- USS PCC-469
- USS PC-470 (Antigo)
- USS PC-471
- USS PC-472
- USS PC-473
- USS PC-474
- USS PC-475
- USS PC-476
- USS PC-477
- USS PC-478
- USS PC-479
- USS PC-480
- USS PC-481
- USS PC-482
- USS Rolla (PC-483)
- USS Cooperstown (PC-484)
- USS PC-485
- USS Jasper (PC-486)
- USS Larchmont (PC-487)
- PC-488 renommé et reclassé USS Eureka (IX-221)
- USS PC-489
- USS PC-490
- USS PC-491
- USS PC-492
- USS PC-493
- USS PC-494
- USS PC-495
- USS PC-496

497 à 507 utilisé pour les Chasseurs de sous-marin SC
- PC-509 renommé et reclassé USS Valiant (PYc-51)
- USS PC-510 reclassé YP-105

511 à 522 utilisé pour les Chasseurs de sous-marin SC
- USS PC-523 reclassé YP-77

524 à 539 utilisé pour les Chasseurs de sous-marin SC
- USS PC-540
- USS PC-541
- USS PC-542
- USS PC-543
- USS PC-544
- USS PC-545
- USS PC-546
- USS PC-547
- USS PC-548
- PC-549/USS PCC-549
- USS PC-550
- USS PC-551
- USS PC-552
- USS Malone (PC-553)
- USS PC-554
- PC-555/USS PCC-555
- USS PC-556
- USS PC-557
- USS PC-558
- USS PC-559
- USS Oberlin (PC-560)
- USS PC-561
- USS PC-562
- PC-563/USS PCC-563
- USS Chadron (PC-564)
- USS Gilmer (PC-565)
- USS Honesdale (PC-566)
- USS Riverhead (PC-567)
- USS Altus (PC-568)
- USS Petoskey (PC-569)
- USS PC-570
- USS Anoka (PC-571)
- USS Tooele (PC-572)
- USS PC-573
- USS PC-574
- USS PC-575
- USS PC-576
- USS PC-577
- PC-578/USS PCC-578
- USS Wapakoneta (PC-579)
- USS Malvern (PC-580)
- USS Manville (PC-581)
- PC-582/USS Lenoir (PCC-582)
- USS PC-583
- USS PC-584
- USS PC-585
- USS Patchogue (PC-586)
- USS PC-587
- PC-588/USS Houghton (PCC-588)
- PC-589/USS Metropolis (PCC-589)
- USS PC-590
- USS PC-591
- USS Towanda (PC-592)
- USS PC-593
- USS PC-594
- USS PC-595
- USS PC-596
- USS Kerrville (PC-597)
- PC-598/USS PCC-598
- USS PC-599
- USS PC-600
- USS Arcata (PC-601)
- USS Alturas (PC-602)
- USS Solvay (PC-603)
- USS PC-604
- USS PC-605
- USS Andrews (PC-606)
- USS PC-607
- USS PC-608
- USS PC-609
- USS PC-610
- USS PC-611
- USS PC-612
- USS PC-613
- USS PC-614
- USS PC-615
- USS PC-616
- USS Beeville (PC-617)
- USS Weatherford (PC-618)
- USS Dalhart (PC-619)
- USS Bethany (PC-620)
- USS PC-621
- USS PC-622
- USS PC-623
- USS PC-624 reclassé YW/YWN-120
- USS PC-625
- USS PC-626
- USS PC-627
- USS PC-684
- USS Pikeville (PC-776)
- USS Waynesburg (PC-777)
- USS Gallipolis (PC-778)
- USS Mechanicsburg (PC-779)
- USS Maynard (PC-780)
- USS Metuchen (PC-781)
- USS Glenolden (PC-782)
- USS PC-783
- USS PC-784
- USS Frostburg (PC-785)
- USS PC-786
- USS PC-787
- USS PC-788
- USS PC-789
- USS PC-790
- USS PC-791
- USS PC-792
- USS PC-793
- USS PC-794
- USS PC-795
- USS PC-796
- USS PC-797
- USS PC-798
- USS PC-799 puis comme Kum Gang San (PC-702) (Corée du Sud)
- USS PC-800
- USS PC-801
- PC-802/USS PCC-802 puis comme Sam Gak San (PC-703) (Corée du Sud)
- PC-803/USS PCC-803
- USS PC-804
- USS PC-805 reclassé PGM-10
- USS PC-806 reclassé PGM-11
- USS PC-807
- USS Ripley (PC-808)
- USS PC-809
- USS PC-810 puis comme Jiri San (PC-704) (Corée du Sud)
- USS PC-814
- USS PC-815
- USS PC-816
- USS Welch (PC-817)
- USS PC-818
- USS PC-819
- USS PC-820
- USS PC-821
- USS Asheboro (PC-822)
- USS PC-823 puis comme Pak Tu San (PC-701) (Corée du Sud)
- USS PC-824
- USS PC-825
- PC-826 renommé et reclassé USS Venture (PYc-52)
- PC-1039 reclassé USS SC-1039
- USS Edenton (PC-1077)
- USS PC-1078
- USS Ludington (PC-1079)
- USS PC-1080
- USS Cadiz (PC-1081)
- USS PC-1082
- USS PC-1083
- USS PC-1084
- USS PC-1085
- USS PC-1086
- USS Placerville (PC-1087)
- PC-1088 reclassé PGM-12
- PC-1089 reclassé PGM-13
- PC-1090 reclassé PGM-14
- PC-1091 reclassé PGM-15
- USS Greencastle (PC-1119)
- USS Carlinville (PC-1120)
- USS PC-1121
- USS PC-1122
- USS PC-1123
- USS PC-1124
- USS Cordele (PC-1125)
- PC-1126/USS PCC-1126
- USS PC-1127
- USS PC-1128
- USS PC-1129
- USS PC-1130
- USS PC-1131
- USS PC-1132
- USS PC-1133
- USS PC-1134
- USS Canastota (PC-1135)
- USS Galena (PC-1136) (PCC-1136)
- USS Worthington (PC-1137) (PCC-1137)
- USS Lapeer (PC-1138)
- USS PC-1139 en France comme L'Impétueux (P629)
- USS Glenwood (PC-1140)
- USS Pierre (PC-1141)
- USS Hanford (PC-1142)
- USS PC-1143
- USS PC-1144
- USS Winnemucca (PC-1145)
- USS PC-1146
- USS PC-1147
- PC-1148 reclassé PGM-16
- USS Susanville (PC-1149)
- USS PC-1167
- USS PC-1168
- PC-1169/USS Escandido (PCC-1169)
- USS Kelso (PC-1170)
- USS PC-1171
- USS Olney (PC-1172)
- USS Andalusia (PC-1173)
- USS Fredonia (PC-1174)
- USS Vandalia (PC-1175)
- USS Minden (PC-1176)
- PC-1177/USS Guymon (PCC-1177)
- PC-1177/USS Kewaunee (PCC-1178)
- USS Morris (PC-1179)
- USS Woodstock (PC-1180)
- USS Wildwood (PC-1181)
- USS PC-1182
- USS PC-1183
- USS PC-1184
- USS PC-1185
- USS Ipswich (PC-1186)
- USS PC-1187
- USS PC-1188
- USS PC-1189 reclassé PGM-17
- USS Bel Air (PC-1191)
- USS PC-1192
- USS Ridgway (PC-1193)
- USS PC-1194
- USS PC-1195
- USS Mayfield (PC-1196)
- USS PC-1197
- USS Westerly (PC-1198)
- USS PC-1199
- USS PC-1200
- USS Kittery (PC-1201)
- USS PC-1202
- USS PC-1203
- USS PC-1206
- USS PC-1207
- USS PC-1208
- USS Medina (PC-1209)
- USS PC-1210
- USS PC-1211
- USS Laurinburg (PC-1212)
- USS Louden (PC-1213)
- USS PC-1214
- USS PC-1215
- USS Elkins (PC-1216)
- USS PC-1217
- USS PC-1218
- USS PC-1219
- USS PC-1220
- USS PC-1221
- USS PC-1222
- USS PC-1223
- USS Waverly (PC-1225)
- USS PC-1226
- USS PC-1227
- USS Munising (PC-1228)
- USS Wauseon (PC-1229)
- USS Grinnell (PC-1230)
- USS Tipton (PC-1231)
- USS PC-1232
- USS PC-1233
- USS PC-1235
- USS PC-1236
- USS Abingdon (PC-1237)
- USS PC-1238
- USS Culpeper (PC-1240)
- USS PC-1241
- USS Port Clinton (PC-1242)
- USS PC-1243
- PC-1244/USS Martinez (PCC-1244)
- USS Canandaigua (PC-1246)
- USS PC-1247
- USS PC-1248 en France comme Sabre (W11)
- USS PC-1249 en France comme Pique (W13)
- USS PC-1250 en France comme Cimeterre (W12)
- PC-1251/USS Ukiah (PCC-1251)
- USS Tarrytown (PC-1252)
- USS PC-1253
- USS PC-1254
- USS PC-1255 reclassé PGM-18
- USS PC-1257
- USS PC-1258
- USS Durango (PC-1260)
- USS PC-1261
- USS PC-1262
- USS Milledgeville (PC-1263)
- USS PC-1264
- USS PC-1265
- USS PC-1427 reclassé PCS-1427
- USS PC-1465 reclassé PCS-1465
- USS Grosse Pointe (PC-1546)
- USS Corinth (PC-1547)
- PC-1548 reclassé PGM-9
- USS PC-1549
- PC-1550 reclassé PGM-19
- PC-1551 reclassé PGM-20
- PC-1552 reclassé PGM-21
- PC-1553 reclassé PGM-22
- PC-1554 reclassé PGM-23
- PC-1555 reclassé PGM-24
- PC-1556 reclassé PGM-25
- PC-1557 reclassé PGM-26
- PC-1558 reclassé PGM-27
- PC-1559 reclassé PGM-28
- PC-1560 en France comme Coutelas (W22)
- USS PC-1561
- PC-1562 en France comme Javelot (W23)
- USS PC-1563
- USS PC-1564
- PC-1565 reclassé PGM-29
- PC-1566 reclassé PGM-30
- PC-1567 reclassé PGM-31
- PC-1568 reclassé PGM-32
- USS Anacortes (PC-1569)
- PC-1570 to PC-1585 Cancelled
- PC-1586 ex-USS Adroit (AM-82)
- PC-1587 ex-USS Advent (AM-83)
- PC-1588 ex-USS Annoy (AM-84)
- PC-1589 ex-USS Conflict (AM-85)
- PC-1590 ex-USS Constant (AM-86)
- PC-1591 ex-USS Daring (AM-87)
- PC-1592 ex-USS Dash (AM-88)
- PC-1593 ex-USS Despite (AM-89)
- PC-1594 ex-USS Direct (AM-90)
- PC-1595 ex-USS Dynamic (AM-91)
- PC-1596 ex-USS Effective (AM-92)
- PC-1597 ex-USS Engage (AM-93)
- PC-1598 ex-USS Excel (AM-94)
- PC / PCC-1599 ex-USS Exploit (AM-95)
- PC-1600 ex-USS Fidelity (AM-96)
- PC / PCC-1601 ex-USS Fierce (AM-97)
- PC / PCC-1602 ex-USS Firm (AM-98)
- PC-1603 ex-USS Force (AM-99)
- USS PC-1610 en France comme Le Fougueux (P641)
- USS PC-1611 en France comme L'Opiniatre (P642)
- USS PC-1612 en France comme L'Agile (P643)
- USS PC-1613 en Portugal comme Maio (P587)
- USS PC-1614 en Portugal comme Porto Santo (P 588)
- USS PC-1615 en Yougoslavie comme Udarnik (PBR 51)
- USS PC-1616 en Éthiopie comme Zerai Deres[1],[2]
- USS PC-1617 en Portugal comme Sao Nicolus (P 589)
- USS PC-1618 en France comme P-7
- USS PC-1619 en Italie comme Albatros (F 543)
- USS PC-1620 en Italie comme Alcione (F 544)
- USS PC-1621 en Italie comme Airone (F 545)
- USS PC-1622 en Danemark comme Bellona (F 344)
- USS PC-1623 en Danemark comme Diana (F 345)
- USS PC-1624 en Danemark comme Flora (F 346)
- USS PC-1625 en Danemark comme Triton (F 347)
- USS PC-1626 en Italie comme Aquila (F 542)
- USS PC-1635 en Portugal comme Brava (P 590)
- USS PC-1636 en Portugal comme Fogo (P 591)
- USS PC-1637 en Portugal comme Boavista (P 592)
- USS PC-1638 en Turquie comme Sultanhisar (P 111)
- USS PC-1639 en Turquie comme Demirhisar (P 112)
- USS PC-1640 en Turquie comme Yarhisar (P 113)
- USS PC-1641 en Turquie comme Akhisar (P 114)
- USS PC-1642 en Turquie comme Sivrihisar (P 115)
- USS PC-1643 en Turquie comme Kochisar (P 116)
- USS PC-1644 construit comme Danemark comme Peder Skram (F 352)
- USS PC-1645 construit comme Danemark comme Herluf Trolle (F 353)
- USS PC-1646 construit comme Chilie comme Papudo (P 37)
- USS PC-1647 annulé

## PCE, Patrol Craft Escort, and PCER, Patrol Craft Rescue Escort
- USS PCE-827 transféré au Royaume-Uni comme HMS Kilbernie (BEC 1)
- USS PCE-828 au RU comme HMS Kilbride (BEC 2)
- USS PCE-829 au RU comme HMS Kilchatten (BEC 3)
- USS PCE-830 au RU comme HMS Kilchrenan (BEC 4)
- USS PCE-831 au RU comme HMS Kildary (BEC 5)
- USS PCE-832 au RU comme HMS Kildwick (BEC 6)
- USS PCE-833 au RU comme HMS Kilham (BEC 7)
- USS PCE-834 au RU comme HMS Kilkenzie (BEC 8)
- USS PCE-835 au RU comme HMS Kilhampton (BEC 9)
- USS PCE-836 au RU comme HMS Kilmacolm (BEC 10)
- USS PCE-837 au RU comme HMS Kilmarnok (BEC 11)
- USS PCE-838 au RU comme HMS Kilmartin (BEC 12)
- USS PCE-839 au RU comme HMS Kilmelford (BEC 13)
- USS PCE-840 au RU comme HMS Kilmington (BEC 14)
- USS PCE-841 au RU comme HMS Kilmore (BEC 15)
- USS Marfa (PCE-842)
- USS Skowhegan (PCE-843)
- USS PCE-844
- USS Worland (PCE-845)
- USS Eunice (PCE-846)
- USS PCE-847
- USS PCER-848
- USS Somersworth (PCE(R)-849)
- USS Fairview (PCE(R)-850)
- USS Rockville (EPCE-851)
- USS Brattleboro (EPCE(R)-852)
- USS Amherst (PCE(R)-853)
- USS PCER-854
- USS Rexburg (EPCE(R)-855)
- USS Whitehall (PCE-856)
- USS Marysville (EPCE(R)-857)
- USS PCE-858
- USS PCE(R)-859
- USS PCE-860
- PCE-861 à PCE-866 annulé
- USS PCE-867
- USS PCE-868
- USS PCE-869
- USS Dania (PCE-870)
- USS PCE-871
- USS PCE-872
- USS PCE(C)-873
- USS Pascagoula (PCE-874)
- USS PCE-875
- USS PCE-876 reclassé YDG-8
- USS Havre (PCE(C)-877)
- USS PCE-878 renommé USS Buttress (ACM-4)
- USS PCE-879 reclassé YDG-9
- USS Ely (PCE-880)
- USS PCE-881
- USS PCE-882
- USS PCE-883 reclassé YDG-10
- USS PCE-884
- USS PCE-885
- USS Banning (PCEC-886)
- PCE-887 à PCE-890 annulé
- USS PCE-891
- USS Somerset (PCE-892)
- USS PCE-893
- USS Farmington (PCE-894)
- USS Crestview (PCE-895)
- USS PCE(C)-896
- USS PCE-897
- USS PCE-898
- USS Lamar (PCE-899)
- USS Groton (PCE-900)
- PCE-901 renommé USS Parris Island (AG-72)
- USS Portage (PCE-902)
- USS Batesburg (PCE-903)
- USS Gettysburg (PCE-904)
- PCE-905 renommé USS Execute (AM-232)
- PCE-906 renommé USS Facility (AM-233)
- PCE-907 renommé USS Gavia (AM-363)
- PCE-908 renommé USS Fixity (AM-235)
- PCE-909 renommé USS Flame (AM-236)
- PCE-910 annulé le 6 juin 1944
- PCE-911 renommé USS Adjutant (AM-351)
- PCE-912 renommé USS Bittern (AM-352)
- PCE-913 renommé USS Breakhorn (AM-353)
- PCE-914 renommé USS Carimu (AM-354)
- PCE-915 renommé USS Chukor (AM-355)
- PCE-916 renommé USS Creddock (AM-356)
- PCE-917 renommé USS Dipper (AM-357)
- PCE-918 renommé USS Dotterel (AM-358)
- PCE-919 renommé USS Drake (AM-359)
- PCE-920 à PCE-934 annulé le 1 novembre 1945
- PCE(R)-935 à PCE(R)-946 annulé
- PCE-947 à PCE-960 annulé
- USS PCE-1604 aux Pays-Bas comme Fret (F 818)
- USS PCE-1605 aux Pays-Bas comme Hermelijn (F 819)
- USS PCE-1606 aux Pays-Bas comme Vos (F 820)
- USS PCE-1607 aux Pays-Bas comme Wolf (F 817)
- USS PCE-1608 aux Pays-Bas comme Panter (F 821)
- USS PCE-1609 aux Pays-Bas comme Jaguar (F 822)

## PCS, Patrol Craft Sweeper
- USS Winder (PCS-1376)
- USS PCS-1377
- USS Provincetown (PCS-1378)
- USS PCS-1379
- USS Rushville (PCS-1380)
- USS PCS-1381
- USS PCS-1382
- USS Attica (PCS-1383)
- USS Eufaula (PCS-1384)
- USS Hallidaysburg (PCS-1385)
- USS Hampton (PCS-1386)
- USS Beaufort (PCS-1387)
- USS PCS-1388 renommé Littlehales (AGS-7)
- USS PCS-1389
- USS PCS-1390
- USS PCSC-1391
- USS Deming (PCS-1392)
- USS PCS-1393 renommé YMS-446
- USS PCS-1394 renommé YMS-447
- USS PCS-1395 renommé YMS-448
- USS PCS-1396 renommé Dutton (AGS-8)
- USS PCS-1397
- USS PCS-1398 renommé YMS-449
- USS PCS-1399 renommé YMS-450
- USS Coquille (PCS-1400) anciennement AMS-59
- USS McMinnville (PCS-1401) anciennement YMS-452
- USS PCS-1402
- USS PCS-1403
- USS PCS-1404 renommé Amistead Rust (AGS-9)
- USS PCS-1405
- USS PCS-1406 renommé YMS-453
- USS PCS-1407 renommé YMS-454
- USS PCS-1408 renommé YMS-455
- USS PCS-1409 renommé YMS-456
- USS PCS-1410 renommé YMS-457
- USS PCS-1411 renommé YMS-458
- USS PCS-1412 renommé YMS-459
- USS Elsmere (PCS-1413)
- USS PCS-1414
- USS PCS-1415 renommé YMS-460
- USS PCS-1416 renommé YMS-461
- USS PCS-1417
- USS PCS-1418
- USS PCS-1419
- USS PCS-1420
- USS PCS-1421
- USS PCS-1422
- USS Prescott (PCS-1423)
- USS PCS-1424
- USS PCS-1425
- USS PCS-1426
- USS PCS-1427 renommé YMS-462
- USS PCS-1428 renommé YMS-463
- USS PCS-1429
- USS PCS-1430
- USS Grafton (EPCS-1431)
- USS PCS-1432 renommé YMS-464
- USS PCS-1433 renommé YMS-465
- USS PCS-1434 renommé YMS-466
- USS PCS-1435 renommé YMS-467
- USS PCS-1436 renommé YMS-468
- USS PCS-1437 renommé YMS-469
- USS PCS-1438 renommé YMS-470
- USS PCS-1439 renommé YMS-471
- USS PCS-1440 renommé YMS-472
- USS PCS-1441
- USS PCS-1442
- USS PCS-1443 renommé YMS-473
- USS Conneaut (PCS-1444) renommé YMS-474
- USS PCS-1445
- USS PCS-1446
- USS PCS-1447 renommé YMS-475
- USS PCS-1448 renommé YMS-476
- USS PCS-1449
- USS PCS-1450
- USS PCS-1451
- USS PCS-1452
- USS PCS-1453 renommé YMS-477
- USS PCS-1454 renommé YMS-478
- USS PCS-1455
- USS PCS-1456 renommé YMS-479
- USS PCS-1457 renommé John Blish (AGS-10)
- USS PCS-1458 renommé Derickson (AGS-6)
- USS PCS-1459
- USS PCS-1460
- USS PCS-1461
- USS PCS-1462 renommé YMS-480
- USS PCS-1463 renommé YMS-481
- USS PCS-1464 renommé Medrick (AMc-203)
- USS PCS-1465 renommé Minah (AMc-204)

## PE, Eagle-Class Patrol Craft
Sur les 112 patrouilleurs de classe Aigle initialement prévus au sortir de la Première Guerre mondiale, seuls soixante sont effectivement construits. .
| Désignation | Quille posée      | Lancement         | Commissionné      | Dé-commissionné                                                                                                  |
| ----------- | ----------------- | ----------------- | ----------------- | --- |
| PE-1        | 7 mai 1918        | 11 juillet 1918   | 27 octobre 1918   | Vendu 11 juin 1930                                                                                               |
| PE-2        | 10 mai 1918       | 19 août 1918      | 11 juillet 1918   | Vendu 11 juin 1930                                                                                               |
| PE-3        | 16 mai 1918       | 11 septembre 1918 | 11 novembre 1918  | Vendu 11 juin 1930                                                                                               |
| PE-4        | 21 mai 1918       | 15 septembre 1918 | 14 novembre 1918  | Vendu 11 juin 1930                                                                                               |
| PE-5        | 28 mai 1918       | 28 septembre 1918 | 19 novembre 1918  | Vendu 11 juin 1930                                                                                               |
| PE-6        | 3 juin 1918       | 16 octobre 1918   | 21 novembre 1918  | Détruit comme cible 30 novembre 1934                                                                             |
| PE-7        | 8 juin 1918       | 5 octobre 1918    | 24 novembre 1918  | Détruit comme cible 30 novembre 1934                                                                             |
| PE-8        | 10 juin 1918      | 11 novembre 1918  | 31 octobre 1919   | Vendu 1er avril 1931                                                                                             |
| PE-9        | 17 juin 1918      | 8 novembre 1918   | 27 octobre 1919   | Vendu 26 mai 1930                                                                                                |
| PE-10       | 6 juillet 1918    | 9 novembre 1918   | 31 octobre 1919   | Détruit 19 août 1937                                                                                             |
| PE-11       | 13 juillet 1918   | 14 novembre 1918  | 29 mai 1919       | Vendu 16 janvier 1935                                                                                            |
| PE-12       | 13 juillet 1918   | 12 novembre 1918  | 6 novembre 1919   | Vendu 30 décembre 1935                                                                                           |
| PE-13       | 15 juillet 1918   | 9 janvier 1919    | 2 avril 1919      | Vendu 26 mai 1930                                                                                                |
| PE-14       | 20 juillet 1918   | 23 janvier 1919   | 17 juin 1919      | Détruit comme cible 22 novembre 1934                                                                             |
| PE-15       | 21 juillet 1918   | 25 janvier 1919   | 11 juin 1919      | Vendu 14 juin 1934                                                                                               |
| PE-16       | 22 juillet 1918   | 11 janvier 1919   | 5 juin 1919       | transféré aux Coast Guard (1919)                                                                                 |
| PE-17       | 3 août 1918       | 1er février 1919  | 3 juillet 1919    | naufragé au large de Long Island, New York (22 mai 1922)                                                         |
| PE-18       | 5 août 1918       | 10 février 1919   | 7 août 1919       | Vendu 11 juin 1930                                                                                               |
| PE-19       | 6 août 1918       | 30 janvier 1919   | 25 juin 1919      | Détruit 6 août 1946                                                                                              |
| PE-20       | 26 août 1918      | 15 février 1919   | 28 juillet 1919   | transféré à l'USCG                                                                                               |
| PE-21       | 31 août 1918      | 15 février 1919   | 31 juillet 1919   | transféré à l'USCG                                                                                               |
| PE-22       | 5 septembre 1918  | 10 février 1919   | 17 juillet 1919   | transféré à l'USGC                                                                                               |
| PE-23       | 11 septembre 1918 | 20 février 1919   | 19 juin 1919      | Vendu 11 juin 1930                                                                                               |
| PE-24       | 13 septembre 1918 | 24 février 1919   | 12 juillet 1919   | Vendu 11 juin 1930                                                                                               |
| PE-25       | 17 septembre 1918 | 19 février 1919   | 30 juin 1919      | Perdu 11 juin 1930                                                                                               |
| PE-26       | 25 septembre 1918 | 1er mars 1919     | 1er octobre 1919  | Vendu 29 août 1938                                                                                               |
| PE-27       | 22 octobre 1918   | 1er mars 1919     | 14 juillet 1919   | Vendu 4 juin 1946                                                                                                |
| PE-28       | 23 octobre 1918   | 1er mars 1919     | 28 juillet 1919   | Vendu 11 juin 1930                                                                                               |
| PE-29       | 18 novembre 1918  | 8 mars 1919       | 20 août 1919      | Vendu 11 juin 1930                                                                                               |
| PE-30       | 19 novembre 1918  | 8 mars 1919       | 14 août 1919      | transféré à l'USCG                                                                                               |
| PE-31       | 19 novembre 1918  | 8 mars 1919       | 14 août 1919      | Vendu 18 mai 1923                                                                                                |
| PE-32       | 30 novembre 1918  | 15 mars 1919      | 4 septembre 1919  | Vendu 3 mars 1947                                                                                                |
| PE-33       | 14 février 1918   | 15 mars 1919      | 4 septembre 1919  | Vendu 11 juin 1930                                                                                               |
| PE-34       | 8 janvier 1919    | 15 mars 1919      | 3 septembre 1919  | Vendu 9 juin 1932                                                                                                |
| PE-35       | 13 janvier 1919   | 22 mars 1919      | 22 août 1919      | Vendu 7 juin 1938                                                                                                |
| PE-36       | 22 janvier 1919   | 22 mars 1919      | 20 août 1919      | Vendu 27 février 1936                                                                                            |
| PE-37       | 27 janvier 1919   | 25 mars 1919      | 30 septembre 1919 | Vendu 11 juin 1930                                                                                               |
| PE-38       | 31 janvier 1919   | 29 mars 1919      | 30 juillet 1919   | Vendu 3 mars 1947                                                                                                |
| PE-39       | 3 février 1919    | 29 mars 1919      | 20 septembre 1919 | Vendu 7 juin 1938                                                                                                |
| PE-40       | 7 février 1919    | 5 avril 1919      | 1er octobre 1919  | Détruit comme cible 19 novembre 1934                                                                             |
| PE-41       | 20 février 1919   | 5 avril 1919      | 26 septembre 1919 | Vendu 11 juin 1930                                                                                               |
| PE-42       | 13 février 1919   | 17 mai 1919       | 3 octobre 1919    | Vendu 11 juin 1930                                                                                               |
| PE-43       | 17 février 1919   | 17 mai 1919       | 2 octobre 1919    | Vendu 26 mai 1930                                                                                                |
| PE-44       | 20 février 1919   | 24 mai 1919       | 30 septembre 1919 | 14 mai 1938 |
| PE-45       | 20 février 1919   | 17 mai 1919       | 2 octobre 1919    | Vendu 11 juin 1930                                                                                               |
| PE-46       | 24 février 1919   | 24 mai 1919       | 3 octobre 1919    | Vendu 10 décembre 1936                                                                                           |
| PE-47       | 3 mars 1919       | 19 juin 1919      | 4 octobre 1919    | Vendu 30 décembre 1935                                                                                           |
| PE-48       | 3 mars 1919       | 24 mai 1919       | 8 octobre 1919    | Vendu 10 octobre 1946                                                                                            |
| PE-49       | 4 mars 1919       | 14 juin 1919      | 10 octobre 1919   | Vendu 20 septembre 1930                                                                                          |
| PE-50       | 10 mars 1919      | 18 juillet 1919   | 6 octobre 1919    | Vendu 11 juin 1930                                                                                               |
| PE-51       | 10 mars 1919      | 14 juin 1919      | 2 octobre 1919    | Vendu 29 août 1938                                                                                               |
| PE-52       | 10 mars 1919      | 9 juillet 1919    | 10 octobre 1919   | Vendu 29 août 1938                                                                                               |
| PE-53       | 17 mars 1919      | 13 août 1919      | 20 octobre 1919   | Vendu 26 août 1938                                                                                               |
| PE-54       | 17 mars 1919      | 17 juillet 1919   | 10 octobre 1919   | Vendu 26 mai 1930                                                                                                |
| PE-55       | 17 mars 1919      | 22 juillet 1919   | 10 octobre 1919   | Vendu 3 mars 1947                                                                                                |
| PE-56       | 25 mars 1919      | 15 août 1919      | 26 octobre 1919   | Explosé au large de Portland (Maine), le 23 avril 1945 après avoir été torpillé par le sous-marin allemand U-853 |
| PE-57       | 25 mars 1919      | 29 juillet 1919   | 15 octobre 1919   | Vendu 5 mars 5 1947                                                                                              |
| PE-58       | 25 mars 1919      | 2 août 1919       | 20 octobre 1919   | 30 juin 1940 |
| PE-59       | 31 mars 1919      | 12 avril 1919     | 19 septembre 1919 | Vendu 29 août 1938                                                                                               |
| PE-60       | 31 mars 1919      | 13 août 1919      | 27 octobre 1919   | Vendu 29 août 1938                                                                                               |

PE-61 à PE-112 annulés le 30 novembre 1918.

## PF, Patrol Frigate
- USS Asheville (PF-1) ex-PG-101
- USS Natchez (PF-2) ex-PG-102
- USS Tacoma (PF-3) ex-PG-111
- USS Sausalito (PF-4) ex-PG-112
- USS Hoquiam (PF-5) ex-PG-113
- USS Pasco (PF-6) ex-PG-114
- USS Albuquerque (PF-7) ex-PG-115
- USS Everett (PF-8) ex-PG-116
- USS Pocatello (PF-9) ex-PG-117
- USS Brownsville (PF-10) ex-PG-118
- USS Grand Forks (PF-11) ex-PG-119
- USS Casper (PF-12) ex-PG-120
- USS Pueblo (PF-13) ex-PG-121
- USS Grand Island (PF-14) ex-PG-122
- USS Annapolis (PF-15) ex-PG-123
- USS Bangor (PF-16) ex-PG-124
- USS Key West (PF-17) ex-PG-125
- USS Alexandria (PF-18) ex-PG-126
- USS Huron (PF-19) ex-PG-127
- USS Gulfport (PF-20) ex-PG-128
- USS Bayonne (PF-21) ex-PG-129
- USS Gloucester (PF-22) ex-PG-130
- USS Shreveport (PF-23) ex-PG-131
- USS Muskegon (PF-24) ex-PG-132
- USS Charlottesville (PF-25) ex-PG-133
- USS Poughkeepsie (PF-26) ex-PG-134
- USS Newport (PF-27) ex-PG-135
- USS Emporia (PF-28) ex-PG-136
- USS Groton (PF-29) ex-PG-137
- USS Hingham (PF-30) ex-PG-138
- USS Grand Rapids (PF-31) ex-PG-139
- USS Woonsocket (PF-32) ex-PG-140
- USS Dearborn (PF-33) ex-Toledo, ex-PG-141
- USS Long Beach (PF-34) ex-PG-142
- USS Belfast (PF-35) ex-PG-143
- USS Glendale (PF-36) ex-PG-144
- USS San Pedro (PF-37) ex-PG-145
- USS Coronado (PF-38) ex-PG-146
- USS Ogden (PF-39) ex-PG-147
- USS Eugene (PF-40) ex-PG-148
- USS El Paso (PF-41) ex-PG-149
- USS Van Buren (PF-42) ex-PG-150
- USS Orange (PF-43) ex-PG-151
- USS Corpus Christi (PF-44) ex-PG-152
- USS Hutchinson (PF-45) ex-PG-153
- USS Bisbee (PF-46) ex-PG-154
- USS Gallup (PF-47) ex-PG-155
- USS Rockford (PF-48) ex-PG-156
- USS Muskogee (PF-49) ex-PG-157
- USS Carson City (PF-50) ex-PG-158
- USS Burlington (PF-51) ex-PG-159
- USS Allentown (PF-52) ex-PG-160
- USS Machias (PF-53) ex-PG-161
- USS Sandusky (PF-54) ex-PG-162
- USS Bath (PF-55) ex-PG-163
- USS Covington (PF-56) ex-PG-164
- USS Sheboygan (PF-57) ex-PG-165
- USS Abilene (PF-58) ex-Bridgeport, ex-PG-166
- USS Beaufort (PF-59) ex-PG-167
- USS Charlotte (PF-60) ex-PG-168
- USS Manitowoc (PF-61) ex-PG-169
- USS Gladwyne (PF-62) ex-Worcester, ex-PG-170
- USS Moberly (PF-63) ex-Scranton, ex-PG-171
- USS Knoxville (PF-64) ex-PG-172
- USS Uniontown (PF-65) ex-PG-173
- USS Reading (PF-66) ex-PG-174
- USS Peoria (PF-67) ex-PG-175
- USS Brunswick (PF-68) ex-PG-176
- USS Davenport (PF-69) ex-PG-177
- USS Evansville (PF-70) ex-PG-178
- USS New Bedford (PF-71) ex-PG-179
- USS Hallowell (PF-72) ex-Machias, ex-PG-180 au Royaume-Uni comme HMS Anguilla (K500)
- USS Hamond (PF-73) ex-PG-181 au RU comme HMS Antigua (K501)
- USS Hargood (PF-74) ex-PG-182 au RU comme HMS Ascension (K502)
- USS Hotham (PF-75) ex-PG-183 au RU comme HMS Bahamas (K503)
- USS Halstead (PF-76) ex-PG-184 au RU comme HMS Barbados (K504)
- USS Hannam (PF-77) ex-PG-185 au RU comme HMS Caicos (K505)
- USS Harland (PF-78) ex-PG-186 au RU comme HMS Cayman (K506)
- USS Harman (PF-79) ex-PG-187 au RU comme HMS Dominica (K507)
- USS Harvey (PF-80) ex-PG-188 au RU comme HMS Gold Coast (K584)
- USS Holmes (PF-81) ex-PG-189 au RU comme HMS Hong Kong (K585)
- USS Hornby (PF-82) ex-PG-190 au RU comme HMS Montserrat (K586)
- USS Hoste (PF-83) ex-PG-191 au RU comme HMS Nyasaland (K587)
- USS Howett (PF-84) ex-PG-192 au RU comme HMS Papua (K588)
- USS Pilford (PF-85) ex-PG-193 au RU comme HMS Pitcairn (K589)
- USS St. Helena (PF-86) ex-Pasley au RU comme HMS St. Helena (K590)
- USS Patton (PF-87) ex-PG-195 au RU comme HMS Sarawak (K591)
- USS Pearl (PF-88) ex-PG-196 au RU comme HMS Seychelles (K592)
- USS Phillimore (PF-89) ex-PG-197 au RU comme HMS Sierra Leone (K593)
- USS Popham (PF-90) ex-PG-198 au RU comme HMS Somaliland (K594)
- USS Tortola (PF-91) ex-Peyton au RU comme HMS Tortola (K595)
- USS Zanzibar (PF-92) ex-Prowse au RU comme HMS Zanzibar (K596)
- USS Lorain (PF-93) ex-Roanoke (PG-201)
- USS Milledgeville (PF-94) ex-Sitka, ex-PG-202
- USS Stamford (PF-95) ex-PG-203, construction annulé le 31 décembre 1943
- USS Macon (PF-96) ex-PG-204 construction annulé le 31 décembre 1943
- USS Lorain (PF-97) ex-Vallejo (PG-205) construction annulé le 11 janvier 1944
- USS Milledgeville (PF-98) ex-PG-206 construction annulé le 31 décembre 1943
- USS Orlando (PF-99) ex-PG-207
- USS Racine (PF-100) ex-PG-208
- USS Greensboro (PF-101) ex-PG-209
- USS Forsyth (PF-102) ex-PG-210
- USS PF-103 à l'Iran comme Bayandor (F 25)
- USS PF-104 à l'Iran comme Naghdi (F 26)
- USS PF-105 à l'Iran comme Milanian (F 27)
- USS PF-106 à l'Iran comme Kahnamuie (F 28)
- USS PF-107 à la Thaïlande comme Tapi (PF 5)
- USS PF-108 à la Thaïlande comme Khirirat (PF 6)

## PG, Gunboat
- USS Yorktown (PG-1)
- USS Petrel (PG-2)
- USS Concord (PG-3)
- USS Bennington (PG-4)
- USS Machias (PG-5)
- USS Castine (PG-6)
- USS Nashville (PG-7)
- USS Wilmington (PG-8) renommé et reclassé USS Dover (IX-30)
- USS Helena (PG-9)
- USS Annapolis (PG-10) reclassé IX-1
- USS Vicksburg (PG-11)
- USS Newport (PG-12) reclassé IX-19
- USS Princeton (PG-13)
- USS Wheeling (PG-14) reclassé IX-28
- USS Marietta (PG-15)
- USS Palos (PG-16) reclassé PR-1
- USS Dubuque (PG-17) ex-IX-9
- USS Paducah (PG-18) ex-IX-23
- USS Sacramento (PG-19)
- USS Monocacy (PG-20) reclassé PR-2
- USS Asheville (PG-21)
- USS Tulsa (PG-22) renommé Tacloban
- USS Nantucket (PG-23) ex-Rockport reclassé IX-18
- USS Dolphin (PG-24)
- USS Marblehead (PG-27) ex-C-11
- USS Denver (PG-28) ex-C-14/CL-16
- USS Des Moines (PG-29) ex-C-15/CL-17
- USS Chattanooga (PG-30) ex-C-16/CL-18
- USS Galveston (PG-31) ex-C-17/CL-19
- USS Tacoma (PG-32) ex-C-18/CL-20
- USS Cleveland (PG-33) ex-C-19/CL-21
- USS New Orleans (PG-34) reclassé CL-22
- USS Topeka (PG-35) reclassé IX-35
- USS Albany (PG-36) reclassé CL-23
- USS Elcano (PG-38)
- USS Pampanga (PG-39)
- USS Quiros (PG-40)
- USS Samar (PG-41)
- USS Villalobos (PG-42)
- USS Guam (PG-43) renommé et reclassé USS Wake (PR-3)
- USS Tutuila (PG-44) reclassé PR-4
- USS Panay (PG-45) reclassé PR-5
- USS Oahu (PG-46) reclassé PR-6
- USS Luzon (PG-47) reclassé PR-7
- USS Mindanao (PG-48) reclassé PR-8
- USS Fulton (PG-49) ex-AS-1
- USS Erie (PG-50)
- USS Charleston (PG-51)
- USS Niagara (PG-52) ex-CMc-2 reclassé AGP-1
- USS Vixen (PG-53)
- USS St. Augustine (PG-54)
- USS Jamestown (PG-55) reclassé AGP-3
- USS Williamsburg (PG-56) reclassé AGC-369
- USS Plymouth (PG-57)
- USS Hilo (PG-58) reclassé AGP-2
- USS San Bernardino (PG-59)
- USS Beaumont (PG-60)
- USS Dauntless (PG-61)
- USS Temptress (PG-62) ex-HMS Veronica (K37)
- USS Surprise (PG-63) ex-HMS Heliotrope (K03)
- USS Spry (PG-64) ex-HMS Hibiscus (K24)
- USS Saucy (PG-65) ex-HMS Arabis (K73), renommé HMS Snapdragon
- USS Restless (PG-66) ex-HMS Periwinkle (K55)
- USS Ready (PG-67) ex-HMS Calendula (K28)
- USS Impulse (PG-68) ex-HMS Begonia (K66)
- USS Fury (PG-69) ex-HMS Larkspur (K82)
- USS Courage (PG-70) ex-HMS Heartsease (K15)
- USS Tenacity (PG-71) ex-HMS Candytuft (K09)
- USS Nourmahal (PG-72)
- USS Natchez (PG-85) ex-USS Corsair (SP-159), renommé et reclassé USS Oceanographer (AGS-3)
- USS Action (PG-86) ex-HMS Comfrey (K277)
- USS Alacrity (PG-87) ex-HMS Cornel (K278)
- USS Beacon (PG-88) ex-HMS Dittany (K279)
- USS Brisk (PG-89) ex-HMS Flax (K284)
- USS Caprice (PG-90) au Royaume-Uni comme HMS Honesty (K285)
- USS Clash (PG-91) au Royaume-Uni comme HMS Linaria (K282)
- USS Haste (PG-92) ex HMS Mandrake (K287)
- USS Intensity (PG-93) formerly HMS Milfoil (K288)
- USS Might (PG-94) ex-HMS Musk (K289)
- USS Pert (PG-95) ex-HMS Nepeta (K290)
- USS Prudent (PG-96) ex-HMS Privet (K291)
- USS Splendor (PG-97) au Royaume-Uni comme HMS Rosebay (K286)
- USS Tact (PG-98) au Royaume-Uni comme HMS Smilax (K280)
- USS Vim (PG-99) au Royaume-Uni comme HMS Statice (K281)
- USS Vitality (PG-100) au Royaume-Uni comme HMS Willowherb (K283)
- USS Asheville (PG-101) reclassé PF-1
- USS Natchez (PG-102) reclassé PF-2
- PG-103 au Royaume-Uni comme HMS Barle (K298)
- PG-104 au Royaume-Uni comme HMS Cuckmeree (K299)
- USS Danville (PG-105) au Royaume-Uni comme HMS Evenrode (K300)
- PG-106 au Royaume-Uni comme HMS Findhorn (K301)
- PG-107 au Royaume-Uni comme HMS Inver (K302)
- PG-108 au Royaume-Uni comme HMS Lossie (K303)
- PG-109 au Royaume-Uni comme HMS Parret (K304)
- USS Shiel (PG-110) au Royaume-Uni comme HMS Shiel (K305)
- USS Tacoma (PG-111) reclassé PF-3
- USS Sausalito (PG-112) reclassé PF-4
- USS Hoquiam (PG-113) reclassé PF-5
- USS Pasco (PG-114) reclassé PF-6
- USS Albuquerque (PG-115) reclassé PF-7
- USS Everett (PG-116) reclassé PF-8
- USS Pocatello (PG-117) reclassé PF-9
- USS Brownsville (PG-118) reclassé PF-10
- USS Grand Forks (PG-119) reclassé PF-11
- USS Casper (PG-120) reclassé PF-12
- USS Pueblo (PG-121) reclassé PF-13
- USS Grand Island (PG-122) reclassé PF-14
- USS Annapolis (PG-123) reclassé PF-15
- USS Bangor (PG-124) reclassé PF-16
- USS Key West (PG-125) reclassé PF-17
- USS Alexandria (PG-126) reclassé PF-18
- USS Huron (PG-127) reclassé PF-19
- USS Gulfport (PG-128) reclassé PF-20
- USS Bayonne (PG-129) reclassé PF-21
- USS Gloucester (PG-130) reclassé PF-22
- USS Shreveport (PG-131) reclassé PF-23
- USS Muskegon (PG-132) reclassé PF-24
- USS Charlottesville (PG-133) reclassé PF-25
- USS Poughkeepsie (PG-134) reclassé PF-26
- USS Newport (PG-135) reclassé PF-27
- USS Emporia (PG-136) reclassé PF-28
- USS Groton (PG-137) reclassé PF-29
- USS Hingham (PG-138) reclassé PF-30
- USS Grand Rapids (PG-139) reclassé PF-31
- USS Woonsocket (PG-140) reclassé PF-32
- USS Dearborn (PG-141) reclassé PF-33
- USS Long Beach (PG-142) reclassé PF-34
- USS Belfast (PG-143) reclassé PF-35
- USS Glendale (PG-144) reclassé PF-36
- USS San Pedro (PG-145) reclassé PF-37
- USS Coronado (PG-146) reclassé PF-38
- USS Ogden (PG-147) reclassé PF-39
- USS Eugene (PG-148) reclassé PF-40
- USS El Paso (PG-149) reclassé PF-41
- USS Van Buren (PG-150) reclassé PF-42
- USS Orange (PG-151) reclassé PF-43
- PG-152 renommé et reclassé USS Corpus Christi (PF-44)
- USS Hutchinson (PG-153) reclassé PF-45
- USS Bisbee (PG-154) reclassé PF-46
- USS Gallup (PG-155) reclassé PF-47
- USS Rockford (PG-156) reclassé PF-48
- USS Muskogee (PG-157) reclassé PF-49
- USS Carson City (PG-158) reclassé PF-50
- USS Burlington (PG-159) reclassé PF-51
- USS Allentown (PG-160) reclassé PF-52
- USS Machias (PG-161) reclassé PF-53
- USS Sandusky (PG-162) reclassé PF-54
- USS Bath (PG-163) reclassé PF-55
- USS Covington (PG-164) reclassé PF-56
- USS Sheboygan (PG-165) reclassé PF-57
- USS Abilene (PG-166) reclassé PF-58
- USS Beaufort (PG-167) reclassé PF-59
- USS Charlotte (PG-168) reclassé PF-60
- USS Manitowoc (PG-169) reclassé PF-61
- USS Gladwyne (PG-170) reclassé PF-62
- USS Moberly (PG-171) renommé et reclassé USS Scranton (PF-63)
- USS Knoxville (PG-172) reclassé PF-64
- USS Chattanooga (PG-173) renommé et reclassé USS Uniontown (PF-65)
- USS Reading (PG-174) reclassé PF-66
- USS Peoria (PG-175) reclassé PF-67
- USS Brunswick (PG-176) reclassé PF-68
- USS Davenport (PG-177) reclassé PF-69
- USS Evansville (PG-178) reclassé PF-70
- USS New Bedford (PG-179) reclassé PF-71
- PG-180 renommé et reclassé USS Machias (PF-72); renommé USS Hallowell (PF-72); au RU comme HMS Anguilla (K500)
- PG-181 renommé et reclassé USS Hamond (PF-73); au RU comme HMS Antigua (K501)
- PG-182 renommé et reclassé USS Hargood (PF-74); au RU comme HMS Ascension (K502)
- PG-183 renommé et reclassé USS Hotham (PF-75); au RU comme HMS Bahamas (K503)
- PG-184 renommé et reclassé USS Halstead (PF-76); au RU comme HMS Barbados (K504)
- PG-185 renommé et reclassé USS Hannam (PF-77); au RU comme HMS Caicos (K505)
- PG-186 renommé et reclassé USS Harland (PF-78); au RU comme HMS Cayman (K506)
- PG-187 renommé et reclassé USS Harman (PF-79); au RU comme HMS Dominica (K507)
- PG-188 renommé et reclassé USS Harvey (PF-80); au RU comme HMS Gold Coast (K584) (puis HMS Labuan)
- PG-189 renommé et reclassé USS Holmes (PF-81); au RU comme HMS Hong Kong (K585) (puis HMS Tobago)
- PG-190 renommé et reclassé USS Hornby (PF-82); au RU comme HMS Montserrat (K586)
- PG-191 renommé et reclassé USS Hoste (PF-83); au RU comme HMS Nyasaland (K587)
- PG-192 renommé et reclassé USS Howett (PF-84); au RU comme HMS Papua (K588)
- PG-193 renommé et reclassé USS Pilford (PF-85); au RU comme HMS Pitcairn (K589)
- PG-194 renommé et reclassé USS Pasley (PF-86); au RU comme HMS St. Helena (K590)
- PG-195 renommé et reclassé USS Patton (PF-87); au RU comme HMS Sarawak (K591)
- PG-196 renommé et reclassé USS Pearl (PF-88); au RU comme HMS Seychelles (K592)
- PG-197 renommé et reclassé USS Phillimore (PF-89); au RU comme HMS Sierra Leone (K593) (puis HMS Perim)
- PG-198 renommé et reclassé USS Popham (PF-90); au RU comme HMS Somaliland (K594)
- PG-199 renommé et reclassé USS Peyton (PF-91); au RU comme HMS Tortola (K595)
- PG-200 renommé et reclassé USS Prowse (PF-92); au RU comme HMS Zanzibar (K596)
- USS Roanoke (PG-201) renommé et reclassé USS Lorain (PF-93)
- USS Milledgeville (PG-202) reclassé PF-94
- PG-203 renommé et reclassé USS Stamford (PF-95); annulé le 31 décembre 1943
- PG-204 renommé et reclassé USS Macon (PF-96); annulé le 31 décembre 1943
- USS Vallejo (PG-205) renommé et reclassé USS Lorain (PF-97); annulé le 11 janvier 1944
- PG-206 renommé et reclassé USS Milledgeville (PF-98); annulé le 31 décembre 1943
- USS Orlando (PG-207) reclassé PF-99
- USS Racine (PG-208) reclassé PF-100
- USS Greensboro (PG-209) reclassé PF-101
- USS Forsyth (PG-210) reclassé PF-102

## PGM/PG, Motor Gunboat
- USS PGM-1 ex-SC-644
- USS PGM-2 ex-SC-757
- USS PGM-3 ex-SC-1035
- USS PGM-4 ex-SC-1053
- USS PGM-5 ex-SC-1056
- USS PGM-6 ex-SC-1071
- USS PGM-7 ex-SC-1072
- USS PGM-8 ex-SC-1366
- USS PGM-9 ex-PC-1548
- USS PGM-10 ex-PC-805
- USS PGM-11 ex-PC-806
- USS PGM-12 ex-PC-1088
- USS PGM-13 ex-PC-1089
- USS PGM-14 ex-PC-1090
- USS PGM-15 ex-PC-1091
- USS PGM-16 ex-PC-1148
- USS PGM-17 ex-PC-1189
- USS PGM-18 ex-PC-1255
- USS PGM-19 ex-PC-1550
- USS PGM-20 ex-PC-1551
- USS PGM-21 ex-PC-1552
- USS PGM-22 ex-PC-1553
- USS PGM-23 ex-PC-1554
- USS PGM-24 ex-PC-1555
- USS PGM-25 ex-PC-1556
- USS PGM-26 ex-PC-1557
- USS PGM-27 ex-PC-1558
- USS PGM-28 ex-PC-1559
- USS PGM-29 ex-PC-1565
- USS PGM-30 ex-PC-1566
- USS PGM-31 ex-PC-1567
- USS PGM-32 ex-PC-1568
- USS PGM-33 aux Philippines comme Camarines (PG 48)
- USS PGM-34 aux Philippines comme Sulu (PG 49)
- USS PGM-35 aux Philippines comme La Union (PG 50)
- USS PGM-36 aux Philippines comme Antique (PG 51)
- USS PGM-37 aux Philippines comme Masbate (PG 52)
- USS PGM-38 aux Philippines comme Mismamis Occidental (PG 53)
- USS PGM-39 aux Philippines comme Agusan (G 61)
- USS PGM-40 aux Philippines comme Catanduanes (G 62)
- USS PGM-41 aux Philippines comme Romblon (G 63)
- USS PGM-42 aux Philippines comme Palawan (G 64)
- USS PGM-43 en Birmanie comme PGM-401
- USS PGM-44 en Birmanie comme PGM-402
- USS PGM-45 en Birmanie comme PGM-403
- USS PGM-46 en Birmanie comme PGM-404
- USS PGM-47 au Danemark comme Daphne (P 530)
- USS PGM-48 au Danemark comme Havmanden (P 532)
- USS PGM-49 au Danemark comme Najaden (P 534)
- USS PGM-50 au Danemark comme Neptun (P 536)
- USS PGM-51 en Birmanie comme PGM-405
- USS PGM-52 en Birmanie comme PGM-406
- USS PGM-53 en Éthiopie comme PC-13
- USS PGM-54 en Éthiopie comme PC-14
- USS PGM-55 en Indonésie comme Bentang Silungkang (P 572)
- USS PGM-56 en Indonésie comme Bentang Waitatiri (P 571)
- USS PGM-57 en Indonésie comme Bentang Kalukuang (P 570)
- USS PGM-58 en Éthiopie comme PC-15
- USS PGM-59 au Sud Viêt Nam comme Kim Qui (HQ 605)
- USS PGM-60 au Sud Viêt Nam comme May Rut (HQ 606)
- USS PGM-61 au Sud Viêt Nam comme Nam Du (HQ 607)
- USS PGM-62 au Sud Viêt Nam comme Hoa Lu (HQ 608)
- USS PGM-63 au Sud Viêt Nam comme To Yen (HQ 609)
- USS PGM-64 au Sud Viêt Nam comme Phu Du (HQ 600)
- USS PGM-65 au Sud Viêt Nam comme Tien Moi (HQ 601)
- USS PGM-66 au Sud Viêt Nam comme Minh Hoa (HQ 602)
- USS PGM-67 au Sud Viêt Nam comme Kien Vang (HQ 603)
- USS PGM-68 au Sud Viêt Nam comme Keo Ngua (HQ 604)
- USS PGM-69 au Sud Viêt Nam comme Dienh Hai (HQ 610)
- USS PGM-70 au Sud Viêt Nam comme Truong Sa (HQ 611)
- USS PGM-71 en Thaïlande comme T-11
- USS PGM-72 au Sud Viêt Nam comme Thai Binh (HQ 612)
- USS PGM-73 au Sud Viêt Nam comme Thi Tu (HQ 613)
- USS PGM-74 au Sud Viêt Nam comme Song Tu (HQ 614)
- USS PGM-75 en Équateur comme Quito (LC 71)
- USS PGM-76 en Équateur comme Guayaquil (LC 72)
- USS PGM-77 en République dominicaine comme Betelgeuse (GC 102)
- USS PGM-78 au Pérou comme Rio Sama (PC 11)
- USS PGM-79 en Thaïlande as T-12
- USS PGM-80 au Sud Viêt Nam comme Tat Sa (HQ 615)
- USS PGM-81 au Sud Viêt Nam comme Phu Quoi (HQ 617)
- USS PGM-82 au Sud Viêt Nam comme Hoang Sa (HQ 616)
- PGM-83 au Sud Viêt Nam comme Hon Troc (HQ 618)
- USS Asheville (PGM-84)
- USS Gallup (PGM-85)
- USS Antelope (PGM-86)
- USS Ready (PGM-87)
- USS Crockett (PGM-88)
- USS Marathon (PG-89)
- USS Canon (PGM-90)
- USS PGM-91 au Sud Viêt Nam comme Tho Chau (HQ 619)
- USS Tacoma (PGM-92)
- USS Welch (PGM-93)
- USS Chehalis (PGM-94)
- USS Defiance (PGM-95)
- USS Benicia (PGM-96)
- USS Surprise (PGM-97)
- USS Grand Rapids (PGM-98)
- USS Beacon (PGM-99)
- USS Douglas (PGM-100)
- USS Green Bay (PGM-101)
- USS PGM-102 au Liberia comme Alert
- USS PGM-103 en Iran comme Parvan (PGM 211)
- USS PGM-104 en Turquie comme AB-21
- USS PGM-105 en Turquie comme AB-22
- USS PGM-106 en Turquie comme AB-23
- USS PGM-107 en Thaïlande comme T-13
- USS PGM-108 en Turquie comme AB-24
- USS PGM-109 au Brésil comme Piratini (P 10)
- USS PGM-110 au Brésil comme Piraja (P 11)
- USS PGM-111 au Pérou comme Rio Chira (PC 12)
- USS PGM-112 en Iran comme Bahram (PGM 212)
- USS PGM-113 en Thaïlande comme T-14
- USS PGM-114 en Thaïlande comme T-15
- USS PGM-115 en Thaïlande comme T-16
- USS PGM-116 en Thaïlande comme T-17
- USS PGM-117 en Thaïlande comme T-18
- USS PGM-118 au Brésil comme Pampeio (P 12)
- USS PGM-119 au Brésil comme Parati (P 13)
- USS PGM-120 au Brésil comme Penedo (P 14)
- USS PGM-121 au Brésil comme Poti (P 15)
- USS PGM-122 en Iran comme Nahid (PGM 213)
- USS PGM-123 en Thaïlande comme T-19
- USS PGM-124 en Thaïlande comme T-20

## PR, River Gunboat
Tous les navires ont été construits à Shanghai pour servir dans la Yangtze Patrol.
- USS Palos (PR-1), ex-PG-16
- USS Monacacy (PR-2), ex-PG-20
- USS Wake (PR-3), ex-Guam (PG-43)
- USS Tutuila (PR-4), ex-PG-44
- USS Panay (PR-5), ex-PG-45
- USS Oahu (PR-6), ex-PG-46
- USS Luzon (PR-7), ex-PG-47
- USS Mindanao (PR-8), ex-PG-48

## PT, Patrol Torpedo Boat
- USS PT-1
- USS PT-2
- USS PT-3
- USS PT-4
- USS PT-5
- USS PT-6
- USS PT-7
- USS PT-109

## PY, Patrol Yacht
- USS Mayflower (PY-1)
- USS Hawk (PY-2)
- USS Scorpion (PY-3)
- USS Vixen (PY-4)
- USS Sylph (PY-5)
- USS Nokomis (PY-6)
- USS Aramis (PY-7)
- USS Dispatch (PY-8)
- USS Niagara (PY-9)
- USS Isabel (PY-10)
- USS Sylph (PY-12)
- USS Siren (PY-13)
- USS Argus (PY-14)
- USS Coral (PY-15)
- USS Zircon (PY-16)
- USS Jade (PY-17)
- USS Turquoise (PY-18)
- USS Carnelian (PY-19)
- USS Tourmaline (PY-20)
- USS Ruby (PY-21)
- USS Azurlite (PY-22)
- USS Beryl (PY-23)
- USS Almandite (PY-24)
- USS Crystal (PY-25)
- USS Cythera (PY-26)
- USS Girasol (PY-27)
- USS Marcasite (PY-28)
- USS Mizpah (PY-29)
- USS Hydrographer (PY-30)
- USS Cythera (PY-31)
- USS Southern Seas (PY-32)

## PYc, Coastal Patrol Yacht
- USS Emerald (PYc-1)
- USS Sapphire (PYc-2)
- USS Amethyst (PYc-3)
- USS Agate (PYc-4) ex-Goldcrest (AM-78)
- USS Onyx (PYc-5)
- USS Amber (PYc-6)
- USS Aquamarine (PYc-7)
- USS Opal (PYc-8) ex-Coronet
- USS Moonstone (PYc-9)
- USS Topaz (PYc-10)
- USS Andradite (PYc-11)
- USS Sardonyx (PYc-12)
- USS Jasper (PYc-13)
- USS Truant (PYc-14)
- USS Garnet (PYc-15)
- USS Chalcedony (PYc-16)
- USS Pyrope (PYc-17)
- USS Peridot (PYc-18)
- USS Rhodolite (PYc-19)
- USS Jet (PYc-20)
- USS Alabaster (PYc-21)
- USS Olivin (PYc-22)
- USS Sard (PYc-23)
- USS Phenakite(PYc-25)
- USS Cymophane (PYc-26)
- USS Colleen (PYc-27)
- USS Ability (PYc-28)
- USS Gallant (PYc-29)
- USS Vagrant (PYc-30) ex-YP-258
- USS Lash (PYc-31)
- USS Tourist (PYc-32) Reclassified YAG-14
- USS Felicia (PYc-35)
- USS Paragon (PYc-36)
- USS Mentor (PYc-37)
- USS Carolita (PYc-38)
- USS Marnell (PYc-39)
- USS Captor (PYc-40) ex-Eagle (AM 132)
- USS Iolite (PYc-41)
- USS Leader (PYc-42)
- USS Sea Scout (PYc-43)
- USS Perseverance (PYc-44)
- USS Black Douglas (PYc-45) ex-IX-55
- USS Impetuous (PYc-46) ex-PC-454
- USS Patriot (PYc-47) ex-PC-455
- USS Persistent (PYc-48) ex-PC-456
- USS Retort (PYc-49) ex-PC-458
- USS Sturdy (PYc-50) ex-PC-460
- USS Valiant (PYc-51) ex-PC-509
- USS Venture (PYc-52) ex-PC-826

## SC, Submarine Chaser
Ces chasseurs de sous-marins long de 110 pieds de long utilisent la désignation de SC. Les grandes sections manquantes de numéros de désignation proviennent d’un partage de nomenclature avec les chasseurs de sous-marins de 173 pieds de long avec la désignation PC.

### SC-1 Class (SC-1 to SC-448)
- USS SC-1
- USS SC-2
- USS SC-3
- USS SC-4
- SC-5 construit pour la France
- USS SC-6
- SC-7 construit pour lar France
- USS SC-8
- SC-9 construit pour la France
- SC-10 construit pour la France
- SC-11 construit pour la France
- SC-12 construit pour la France
- SC-13 construit pour la France
- SC-14 construit pour la France
- SC-15 construit pour la France
- SC-16 construit pour la France
- USS SC-17
- USS SC-18
- USS SC-19
- USS SC-20
- USS SC-21
- USS SC-22
- USS SC-23
- USS SC-24
- USS SC-25
- USS SC-26
- USS SC-27
- SC-28 construit pour la France
- SC-29 construit pour la France
- SC-30 construit pour la France
- SC-31 construit pour la France
- SC-32 construit pour la France
- SC-33 construit pour la France
- USS SC-34
- USS SC-35
- USS SC-36
- USS SC-37
- USS SC-38
- USS SC-39
- USS SC-40
- USS SC-41
- USS SC-42
- USS SC-43
- USS SC-44
- USS SC-45
- USS SC-46
- USS SC-47
- USS SC-48
- USS SC-49
- USS SC-50
- USS SC-51
- USS SC-52
- USS SC-53
- USS SC-54
- USS SC-55
- USS SC-56
- USS SC-57
- USS SC-58
- USS SC-59
- USS SC-60
- USS SC-61
- USS SC-62
- USS SC-63
- USS SC-64 reclassé YW-97
- SC-65 construit pour la France
- SC-66 construit pour la France
- SC-67 construit pour la France
- USS SC-68
- USS SC-69
- USS SC-70
- USS SC-71
- USS SC-72
- USS SC-73
- USS SC-74
- SC-75 construit pour la France
- SC-76 construit pour la France
- USS SC-77
- USS SC-78
- USS SC-79
- USS SC-80
- USS SC-81
- USS SC-82
- USS SC-83
- USS SC-84
- USS SC-85
- USS SC-86
- USS SC-87
- USS SC-88
- USS SC-89
- USS SC-90
- USS SC-91
- USS SC-92
- USS SC-93
- USS SC-94
- USS SC-95
- USS SC-96
- USS SC-97
- USS SC-98
- USS SC-99
- USS SC-100
- USS SC-101
- USS SC-102
- USS SC-103
- USS SC-104
- USS SC-105
- USS SC-106
- USS SC-107
- USS SC-108
- USS SC-109
- USS SC-110
- USS SC-111
- USS SC-112
- USS SC-113
- USS SC-114
- USS SC-115
- USS SC-116
- USS SC-117
- USS SC-118
- USS SC-119
- USS SC-120
- USS SC-121
- USS SC-122
- USS SC-123
- USS SC-124
- USS SC-125
- USS SC-126
- USS SC-127
- USS SC-128
- USS SC-129
- USS SC-130
- USS SC-131
- USS SC-132
- USS SC-133
- USS SC-134
- USS SC-135
- USS SC-136
- USS SC-137
- USS SC-138
- USS SC-139
- USS SC-140
- USS SC-141
- USS SC-142
- USS SC-143
- USS SC-144
- USS SC-145
- USS SC-146
- USS SC-147
- USS SC-148
- USS SC-149
- USS SC-150
- USS SC-151
- USS SC-152
- USS SC-153
- USS SC-154
- USS SC-155
- USS SC-156
- USS SC-157
- USS SC-158
- USS SC-159
- USS SC-160
- USS SC-161
- USS SC-162
- USS SC-163
- USS SC-164
- USS SC-165
- USS SC-166
- USS SC-167
- USS SC-168
- USS SC-169
- USS SC-170
- USS SC-171
- USS SC-172
- USS SC-173
- USS SC-174
- USS SC-175
- USS SC-176
- USS SC-177
- USS SC-178
- USS SC-179
- USS SC-180
- USS SC-181
- USS SC-182
- USS SC-183
- USS SC-184
- USS SC-185
- USS SC-186
- USS SC-187
- USS SC-188
- USS SC-189
- USS SC-190
- USS SC-191
- USS SC-192
- USS SC-193
- USS SC-194
- USS SC-195
- USS SC-196
- USS SC-197
- USS SC-198
- USS SC-199
- USS SC-200
- USS SC-201
- USS SC-202
- USS SC-203
- USS SC-204
- USS SC-205
- USS SC-206
- USS SC-207
- USS SC-208
- USS SC-209
- USS SC-210
- USS SC-211
- USS SC-212
- USS SC-213
- USS SC-214
- USS SC-215
- USS SC-216
- USS SC-217
- USS SC-218
- USS SC-219
- USS SC-220
- USS SC-221
- USS SC-222
- USS SC-223
- USS SC-224
- USS SC-225
- USS SC-226
- USS SC-227
- USS SC-228
- USS SC-229
- USS SC-230
- USS SC-231
- USS SC-232
- USS SC-233
- USS SC-234
- USS SC-235
- USS SC-236
- USS SC-237
- USS SC-238
- USS SC-239
- USS SC-240
- USS SC-241
- USS SC-242
- USS SC-243
- USS SC-244
- USS SC-245
- USS SC-246
- USS SC-247
- USS SC-248
- USS SC-249
- USS SC-250
- USS SC-251
- USS SC-252
- USS SC-253
- USS SC-254
- USS SC-255
- USS SC-256
- USS SC-257
- USS SC-258
- USS SC-259
- USS SC-260
- USS SC-261
- USS SC-262
- USS SC-263
- USS SC-264
- USS SC-265
- USS SC-266
- USS SC-267
- USS SC-268
- USS SC-269
- USS SC-270
- USS SC-271
- USS SC-272
- USS SC-273
- USS SC-274
- USS SC-275
- USS SC-276
- USS SC-277
- USS SC-278
- USS SC-279
- USS SC-280
- USS SC-281
- USS SC-282
- USS SC-283
- USS SC-284
- USS SC-285
- USS SC-286
- USS SC-287
- USS SC-288
- USS SC-289
- USS SC-290
- USS SC-291
- USS SC-292
- USS SC-293
- USS SC-294
- USS SC-295
- USS SC-296
- USS SC-297
- USS SC-298
- USS SC-299
- USS SC-300
- USS SC-301
- USS SC-302
- USS SC-303
- USS SC-304
- USS SC-305
- USS SC-306
- USS SC-307
- USS SC-308
- USS SC-309
- USS SC-310
- USS SC-311
- USS SC-312
- SC-313 construit pour la France
- SC-314 construit pour la France
- SC-315 construit pour la France
- SC-316 construit pour la France
- USS SC-317
- SC-318 construit pour la France
- SC-319 construit pour la France
- USS SC-320
- USS SC-321
- USS SC-322
- USS SC-323
- USS SC-324
- USS SC-325
- USS SC-326
- USS SC-327
- USS SC-328
- USS SC-329
- USS SC-330
- USS SC-331
- USS SC-332
- USS SC-333
- USS SC-334
- USS SC-335
- USS SC-336
- USS SC-337
- USS SC-338
- USS SC-339
- USS SC-340
- USS SC-341
- USS SC-342
- USS SC-343
- USS SC-344
- USS SC-345
- USS SC-346
- SC-347 construit pour la France
- SC-348 construit pour la France
- USS SC-349
- SC-350 construit pour la France
- USS SC-351
- USS SC-352
- USS SC-353
- USS SC-354
- USS SC-355
- USS SC-356
- SC-357 à SC-369 construit pour la France
- USS SC-370 puis en France comme FS C-14
- SC-371 à SC-387 construit pour la France
- USS SC-388 puis en France comme FS C-28
- SC-389 à SC-402 construit pour la France
- USS SC-403 puis en France comme C-97
- SC-404 construit pour la France
- USS SC-405 puis en France comme C-99
- SC-406 construit pour la France
- USS SC-407
- USS SC-408
- USS SC-409
- USS SC-410
- USS SC-411
- USS SC-412
- USS SC-413
- USS SC-414
- USS SC-415
- USS SC-416
- USS SC-417
- USS SC-418
- USS SC-419
- USS SC-420
- USS SC-421
- USS SC-422
- USS SC-423
- USS SC-424
- USS SC-425
- USS SC-426
- USS SC-427
- USS SC-428
- USS SC-429
- USS SC-430
- USS SC-431
- USS SC-432
- USS SC-433
- USS SC-434
- USS SC-435
- USS SC-436
- USS SC-437
- USS SC-438
- USS SC-439
- USS SC-440
- USS SC-441
- USS SC-442
- USS SC-443
- USS SC-444
- USS SC-445
- USS SC-446
- USS SC-447
- USS SC-448

### SC 497 Class
- USS SC-497
- USS SC-498
- USS SC-499
- USS SC-500
- USS SC-501 ex-PC-501 renommé et reclassé Racer (IX-100)
- USS SC-502
- USS SC-503
- USS SC-504
- USS SC-505
- USS SC-506
- USS SC-507
- USS SC-508

509 et 510 utilisé par les chasseurs de sous-marins PC
- USS SC-511
- USS SC-512
- USS SC-513
- USS SC-514
- USS SC-515
- USS SC-516
- USS SC-517
- USS SC-518
- USS SC-519
- USS SC-520
- USS SC-521
- USS SC-522

523 utilisé par les chasseurs de sous-marins PC
- USS SC-524
- USS SC-525
- USS SC-526
- USS SC-527
- USS SC-528
- USS SC-529
- USS SC-530
- USS SC-531
- USS SC-532
- USS SC-533
- USS SC-534
- USS SC-535
- USS SC-536
- USS SC-537
- USS SC-538
- USS SC-539
- USS SC-540
- USS SC-541
- USS SC-542
- USS SC-543
- USS SC-544
- USS SC-545
- USS SC-546
- USS SC-547
- USS SC-548
- USS SC-549
- USS SC-550
- USS SC-551
- USS SC-552
- USS SC-553
- USS SC-554
- USS SC-555
- USS SC-556
- USS SC-557
- USS SC-558
- USS SC-559
- USS SC-560
- USS SC-561
- USS SC-562
- USS SC-563
- USS SC-564
- USS SC-565
- USS SC-566
- USS SC-567
- USS SC-568
- USS SC-569
- USS SC-570
- USS SC-571
- USS SC-572
- USS SC-573
- USS SC-574
- USS SC-575
- USS SC-576
- USS SC-577
- USS SC-578
- USS SC-579
- USS SC-580
- USS SC-581
- USS SC-582
- USS SC-583
- USS SC-584
- USS SC-585
- USS SC-586
- USS SC-587
- USS SC-588
- USS SC-589
- USS SC-590
- USS SC-591
- USS SC-592
- USS SC-593
- USS SC-594
- USS SC-595
- USS SC-596
- USS SC-597
- USS SC-598
- USS SC-599
- USS SC-600
- USS SC-601
- USS SC-602
- USS SC-603
- USS SC-604
- USS SC-605
- USS SC-606
- USS SC-607
- USS SC-608
- USS SC-609
- USS SC-610
- USS SC-611
- USS SC-612
- USS SC-613
- USS SC-614
- USS SC-615
- USS SC-616
- USS SC-617
- USS SC-618
- USS SC-619
- USS SC-620
- USS SC-621
- USS SC-622
- USS SC-623
- USS SC-624
- USS SC-625
- USS SC-626
- USS SC-627
- USS SC-628
- USS SC-629
- USS SC-630
- USS SC-631
- USS SC-632
- USS SC-633
- USS SC-634
- USS SC-635
- USS SC-636
- USS SC-637
- USS SC-638
- USS SC-639
- USS SC-640
- USS SC-641
- USS SC-642
- USS SC-643
- USS SC-644 reclassé PGM-1
- USS SC-645
- USS SC-646
- USS SC-647
- USS SC-648
- USS SC-649
- USS SC-650
- USS SC-651
- USS SC-652
- USS SC-653
- USS SC-654
- USS SC-655
- USS SC-656
- USS SC-657
- USS SC-658
- USS SC-659
- USS SC-660
- USS SC-661
- USS SC-662
- USS SC-663
- USS SC-664
- USS SC-665
- USS SC-666
- USS SC-667
- USS SC-668
- USS SC-669
- USS SC-670
- USS SC-671
- USS SC-672
- USS SC-673
- USS SC-674
- USS SC-675
- USS SC-676
- USS SC-677
- USS SC-678
- USS SC-679
- USS SC-680
- USS SC-681
- USS SC-682
- USS SC-683
- USS SC-684
- USS SC-685
- USS SC-686
- USS SC-687
- USS SC-688
- USS SC-689
- USS SC-690
- USS SC-691
- USS SC-692
- USS SC-693
- USS SC-694
- USS SC-695
- USS SC-696
- USS SC-697
- USS SC-698
- USS SC-699
- USS SC-700
- USS SC-701
- USS SC-702
- USS SC-703
- USS SC-704
- USS SC-705
- USS SC-706
- USS SC-707
- USS SC-708
- USS SC-709
- USS SC-710
- USS SC-711
- USS SC-712
- USS SC-713
- USS SC-714
- USS SC-715
- USS SC-716
- USS SC-717
- USS SC-718
- USS SC-719
- USS SC-720
- USS SC-721
- USS SC-722
- USS SC-723
- USS SC-724
- USS SC-725
- USS SC-726
- USS SC-727
- USS SC-728
- USS SC-729
- USS SC-730
- USS SC-731
- USS SC-732
- USS SC-733
- USS SC-734
- USS SC-735
- USS SC-736
- USS SC-737
- USS SC-738
- USS SC-739
- USS SC-740
- USS SC-741
- USS SC-742
- USS SC-743
- USS SC-744
- USS SC-745
- USS SC-746
- USS SC-747
- USS SC-748
- USS SC-749
- USS SC-750
- USS SC-751
- USS SC-752
- USS SC-753
- USS SC-754
- USS SC-755
- USS SC-756
- USS SC-757 reclassé PGM-2
- USS SC-758
- USS SC-759
- USS SC-760
- USS SC-761
- USS SC-762
- USS SC-763
- USS SC-764
- USS SC-765
- USS SC-766
- USS SC-767
- USS SC-768
- USS SC-769
- USS SC-770
- USS SC-771
- USS SC-772
- USS SC-773
- USS SC-774
- USS SC-775

776 à 976 utilisé par les chasseurs de sous-marins PC
- USS SC-977
- USS SC-978
- USS SC-979
- USS SC-980
- USS SC-981
- USS SC-982
- USS SC-983
- USS SC-984
- USS SC-985
- USS SC-986
- USS SC-987
- USS SC-988
- USS SC-989
- USS SC-990
- USS SC-991
- USS SC-992
- USS SC-993
- USS SC-994
- USS SC-995
- USS SC-996
- USS SC-997
- USS SC-998
- USS SC-999
- USS SC-1000
- USS SC-1001
- USS SC-1002
- USS SC-1003
- USS SC-1004
- USS SC-1005
- USS SC-1006
- USS SC-1007
- USS SC-1008
- USS SC-1009
- USS SC-1010
- USS SC-1011
- USS SC-1012
- USS SC-1013
- USS SC-1014
- USS SC-1015
- USS SC-1016
- USS SC-1017
- USS SC-1018
- USS SC-1019
- USS SC-1020
- USS SC-1021
- USS SC-1022
- USS SC-1023
- USS SC-1024
- USS SC-1025
- USS SC-1026
- USS SC-1027
- USS SC-1028
- USS SC-1029
- USS SC-1030
- USS SC-1031
- USS SC-1032
- USS SC-1033
- USS SC-1034
- USS SC-1035 reclassé PGM-3
- USS SC-1036
- USS SC-1037
- USS SC-1038
- USS SC-1039
- USS SC-1040
- USS SC-1041
- USS SC-1042
- USS SC-1043
- USS SC-1044
- USS SC-1045
- USS SC-1046
- USS SC-1047
- USS SC-1048
- USS SC-1049
- USS SC-1050
- USS SC-1051
- USS SC-1052
- USS SC-1053 reclassé PGM-4
- USS SC-1054 reclassé PGM-5
- USS SC-1055
- USS SC-1056
- USS SC-1057
- USS SC-1058
- USS SC-1059
- USS SC-1060
- USS SC-1061
- USS SC-1062
- USS SC-1063
- USS SC-1064
- USS SC-1065
- USS SC-1066
- USS SC-1067
- USS SC-1068
- USS SC-1069
- USS SC-1070
- USS SC-1071 reclassé PGM-6
- USS SC-1072 reclassé PGM-7
- USS SC-1073
- USS SC-1074
- USS SC-1075
- USS SC-1076

1077 à 1265 utilisé par les chasseurs de sous-marins PC
- USS SC-1266
- USS SC-1267
- USS SC-1268
- USS SC-1269
- USS SC-1270
- USS SC-1271
- USS SC-1272
- USS SC-1273
- USS SC-1274
- USS SC-1275
- USS SC-1276
- USS SC-1277
- USS SC-1278
- USS SC-1279
- USS SC-1280
- USS SC-1281
- USS SC-1282
- USS SC-1283
- USS SC-1284
- USS SC-1285
- USS SC-1286
- USS SC-1287
- USS SC-1288
- USS SC-1289
- USS SC-1290
- USS SC-1291
- USS SC-1292
- USS SC-1293
- USS SC-1294
- USS SC-1295
- USS SC-1296
- USS SC-1297
- USS SC-1298
- USS SC-1299
- USS SC-1300
- USS SC-1301
- USS SC-1302
- USS SC-1303
- USS SC-1304
- USS SC-1305
- USS SC-1306
- USS SC-1307
- USS SC-1308
- USS SC-1309
- USS SC-1310
- USS SC-1311
- USS SC-1312
- USS SC-1313
- USS SC-1314
- USS SC-1315
- USS SC-1316
- USS SC-1317
- USS SC-1318
- USS SC-1319
- USS SC-1320
- USS SC-1321
- USS SC-1322
- USS SC-1323
- USS SC-1324
- USS SC-1325
- USS SC-1326
- USS SC-1327
- USS SC-1328
- USS SC-1329
- USS SC-1330
- USS SC-1331
- USS SC-1332
- USS SC-1333
- USS SC-1334
- USS SC-1335
- USS SC-1336
- USS SC-1337
- USS SC-1338
- USS SC-1339
- USS SC-1340
- USS SC-1341
- USS SC-1342
- USS SC-1343
- USS SC-1344
- USS SC-1345
- USS SC-1346
- USS SC-1347
- USS SC-1348
- USS SC-1349
- USS SC-1350
- USS SC-1351
- USS SC-1352
- USS SC-1353
- USS SC-1354
- USS SC-1355
- USS SC-1356
- USS SC-1357
- USS SC-1358
- USS SC-1359
- USS SC-1360
- USS SC-1361
- USS SC-1362
- USS SC-1363
- USS SC-1364
- USS SC-1365
- USS SC-1366 reclassé PGM-8
- USS SC-1367

### SC-1474 to SC-1626
- USS SC-1474 / SCC-1474
- USS SC-1475
- USS SC-1476
- USS SC-1477
- USS SC-1478
- USS SC-1479
- USS SC-1480
- USS SC-1481
- USS SC-1482
- USS SC-1483
- USS SC-1484
- USS SC-1485
- USS SC-1486
- USS SC-1487
- USS SC-1488
- USS SC-1489
- USS SC-1490
- USS SC-1491
- USS SC-1492
- USS SC-1493
- USS SC-1494
- SC-1495 annulé 9/17/43
- USS SC-1496
- USS SC-1497
- USS SC-1498
- USS SC-1499
- USS SC-1500
- SC-1501 annulé 9/17/43
- USS SC-1502
- USS SC-1503
- USS SC-1504
- USS SC-1505
- USS SC-1506
- USS SC-1507
- USS SC-1508
- SC-1509 annulé 9/17/43
- USS SC-1510
- USS SC-1511
- USS SC-1512
- SC-1513 à SC-1516 annulé 9/17/43
- USS SC-1517
- SC-1518 à SC-1520 annulé 8/17/43
- SC-1521 à SC-1545 annulé 8/1/43

(Liste à compléter)

## World War I Section Patrol (SP) and Identification Number (ID) Series
Incomplete listing of civilian boats and ships commissioned during World War I for use as section patrol (SP) craft and civilian cargo ships, tankers, transports, etc., commissioned for U.S. Navy use during World War and given non-"SP" identification numbers (ID) in the "SP" numbering series.

### Identification Numbers (ID)
- USS Patchogue (ID-1227)
- USS W. F. Babcock (ID-1239)
- USS Massachusetts (ID-1255)
- USS Aroostook (ID-1256)
- USS Adirondack (ID-1270)
- USS J. B. Walker (ID-1272)
- USS Bouker No. 2 (ID-1275)
- USS Henry R. Mallory (ID-1280)
- USS Mundelta (ID-1301)
- USS Jean (ID-1308)
- USS Winifred (ID-1319)
- USS Suwanee (ID-1320)
- USS Moccasin (ID-1322)
- USS Oregonian (ID-1323)
- USS Vaterland (ID-1326)
- USS Buena Ventura (ID-1335)
- USS Maumee (ID-1339)
- USS Atglen (ID-1350)
- USS Texan (ID-1354)
- USS General W. C. Gorgas (ID-1365)
- USS Newburgh (ID-1369)
- USS Caspain (ID-1380)
- USS Favorite (ID-1385)
- USS Friedrich Der Grosse (ID-1408)
- USS Covington (ID-1409)
- USS General G. W. Goethals (ID-1443)
- USS Anna B. Smith (ID-1458)
- USS Ancon (ID-1467)
- USS Los Angeles (ID-1470)
- USS Kerwood (ID-1489)
- USS Santa Rosalia (ID-1503)
- USS Walter D. Munson (ID-1510)
- USS Maui (ID-1514)
- USS Standard Arrow (ID-1532)
- USS Panuco (ID-1533)
- USS Black Hawk (ID-1543)
- USS William Isom (ID-1555)
- USS St. Francis (ID-1557)
- USS Levisa (ID-1573)
- USS Berkshire (ID-1578)
- USS William D. Rockefeller (ID-1581)
- USS Norlina (ID-1597)
- USS Munsomo (ID-1607)
- USS Arcadia (ID-1605)
- USS Atik (ID-1608)
- USS Herman Frasch (ID-1617)
- USS Sagua (ID-1627)
- USS Manchuria (ID-1633)
- USS Tiger (ID-1640)
- USS War Baron (ID-1641)
- USS Orion (ID-1650)
- USS Cambridge (ID-1651)
- USS Mexican (ID-1655)
- USS Harrisburg (ID-1663)
- USS Pawnee (ID-1665)
- USS Yale (ID-1672)
- USS Quinnebaug (ID-1687)
- USS Canandaigua (ID-1694)
- USS Roanoke (ID-1695)
- USS Canonicus (ID-1696)
- USS Housatonic (ID-1697)
- USS Saranac (ID-1702)
- USS Billow (ID-1704)
- USS Wave (ID-1706)
- USS Boothbay (ID-1708)
- USS Atlida (ID-1721)
- USS Anna O'Boyle (ID-1736)
- USS Sioux (ID-1766)
- USS Western Front (ID-1787)
- USS Lake Champlain (ID-1791)
- USS Lake Shore (ID-1792)
- USS Wachusett (ID-1840)
- USS Rappahannock (ID-1854)
- USS Amphion (ID-1888)
- USS Hisko (ID-1953)
- USS Casco (ID-1957)
- USS C. W. Morse (ID-1966)
- USS Ticonderoga (ID-1968)
- USS Samoset (ID-2000)
- USS Manta (ID-2036)
- USS Moosehead (ID-2047)
- USS Munrio (ID-2054)
- USS Severance (ID-2063)
- USS Alsen (ID-2076)
- USS Munindies (ID-2093)
- USS William A. McKenney (ID-2102)
- USS Black Hawk (ID-2140)
- USS Sudbury (ID-2149)
- USS Sylvan Arrow (ID-2150)
- USS Lakeside (ID-2158)
- USS West Haven (ID-2159)
- USS F. J. Luckenbach (ID-2160)
- USS Wilhelmina (ID-2168)
- USS Bernard (ID-2174)
- USS Tanamo (ID-2176)
- USS Bavaria (ID-2179)
- USS Amabala (ID-2185)
- USS Lakeview (ID-2186)
- USS Artemis (ID-2187)
- USS Manhattan (ID-2195)
- USS Munaires (ID-2197)
- USS Bella (ID-2211)
- USS Muscatine (ID-2226)
- USS Evelyn (ID-2228)
- USS Santiago (ID-2253)
- USS K. I. Luckenbach (ID-2291)
- USS American (ID-2292)
- USS Beaver (ID-2302)
- USS Saetia (ID-2317)
- USS Boston Floating Hospital (ID-2336)
- USS Herbert L. Pratt (ID-2339)
- USS Munplace (ID-2346)
- USS Winnebago (ID-2353)
- USS Westport (ID-2362)
- USS Bailey (ID-2370)
- USS Annie B. Embry (ID-2401)
- USS A. G. Prentiss (ID-2413)
- USS Fairmont (ID-2429)
- USS Blue Ridge (ID-2432)
- USS Ripple (ID-2439)
- USS Walter Hardcastle (ID-2464)
- USS Bivalve (ID-2472)
- USS Bali (ID-2483)
- USS Rondo (ID-2488)
- USS Spray (ID-2491)
- USS Foam (ID-2496)
- USS Maartensdijk (ID-2497)
- USS Merauke (ID-2498)
- USS Biesbosch (ID-2499)
- USS Zeelandia (ID-2507)
- USS Samarinda (ID-2511)
- USS Westerdijk (ID-2514)
- USS Veendijk (ID-2515)
- USS Mercurius (ID-2516)
- USS Absaroka (ID-2518)
- USS Wieldrecht (ID-2519)
- USS Chestnut Hill (ID-2526)
- USS Noord Brabant (ID-2535)
- USS Roepat (ID-2536)
- USS Randwijk (ID-2546)
- USS Lake Wood (ID-2555)
- USS Winterswijk (ID-2567)
- USS Clio (ID-2578)
- USS West Arrow (ID-2585)
- USS Oosterdijk (ID-2586)
- USS Barge No. 66 (ID-2604)
- USS Malang (ID-2623)
- USS Lake Tulare (ID-2652)
- USS Yellowstone (ID-2657)
- USS Barge No. 70 (ID-2678)
- USS Fenimore (ID-2681)
- USS Westover (ID-2687)
- USS Luella (ID-2691)
- USS Ternate (ID-2697)
- USS Koningen der Nederlanden (ID-2708)
- USS Rijnland (ID-2718)
- USS Zuiderdijk (ID-2724)
- USS Barge No. 62 (ID-2729)
- USS Zaanland (ID-2746)
- USS West Lianga (ID-2758)
- USS Sixaloa (ID-2777)
- USS Lake Traverse (ID-2782)
- USS Tjisondari (ID-2783)
- USS Ophir (ID-2800)
- USS West Wood (ID-2812)
- USS Oakland (ID-2847)
- USS Bie & Schiott (ID-2871)
- USS West Bridge (ID-2888)
- USS Westerner (ID-2890)
- USS Lake Weston (ID-2926)
- USS Pasadena (ID-2943)
- USS Lancaster (ID-2953)
- USS Barge No. 72 (ID-2986)
- USS Peter H. Crowell (ID-2987)
- USS Lake Superior (ID-2995)
- USS Lake Tahoe (ID-2996)
- USS Lake Worth (ID-2997)
- USS Pequot (ID-2998)
- USS Siboney (ID-2999)
- USS Topila (ID-3001)
- USS Iowan (ID-3002)
- USS Kaiser Wilhelm II (ID-3004)
- USS Grosser Kurfürst (ID-3005)
- USS America (ID-3006)
- USS Antigone (ID-3007)
- USS Beaufort (ID-3008)
- USS Bridgeport (ID-3009)
- USS DeKalb (ID-3010)
- USS Madawaska (ID-3011)
- USS Barbarossa (ID-3012)
- USS President Grant (ID-3014)
- USS Savannah (ID-3015)
- USS Von Steuben (ID-3017)
- USS George Washington (ID-3018)
- USS Radnor (ID-3023)
- USS Freedom (ID-3024)
- USS Old Dominion (ID-3025)
- USS Solitaire (ID-3026)
- USS C. F. Sargent (ID-3027)
- USS Barge No. 76 (ID-3030)
- USS Alaska (ID-3035)
- USS Cape Henry (ID-3056)
- USS Advance (ID-3057)
- USS Robert L. Barnes (ID-3088)
- USS Vittorio Emmanuel III (ID-3095)
- USS Westward Ho (ID-3098)
- USS West Zula (ID-3105)
- USS West Alsek (ID-3119)
- USS West Indian (ID-3120)
- USS Westchester (ID-3122)
- USS Liberator (ID-3134)
- USS Beukelsdijk (ID-3135)
- USS Chebaulip (ID-3141)
- USS Aniwa (ID-3146)
- USS Wakulla (ID-3147)
- USS Sara Thompson (ID-3148)
- USS Western Ocean (ID-3151)
- USS Western Sea (ID-3153)
- USS Western Chief (ID-3161)
- USS Western Spirit (ID-3164)
- USS Barge No. 84 (ID-3168)
- USS West Shore (ID-3170)
- USS Walter A. Luckenbach (ID-3171)
- USS Westford (ID-3198)
- USS West Mount (ID-3202)
- USS West Gate (ID-3216)
- USS West Gambo (ID-3220)
- USS West Apaum (ID-3221)
- USS Addie and Carrie (ID-3226)
- USS Wassaic (ID-3230)
- USS Volunteer (ID-3242)
- USS West Cohas (ID-3253)
- USS West Point (ID-3254)
- USS Atlantic (ID-3268)
- USS Ohioan (ID-3280)
- USS Panaman (ID-3299)
- USS Western Light (ID-3300)
- USS Macona (ID-3305)
- USS Sagadahoc (ID-3311)
- USS West Ekonk (ID-3313)
- USS West Coast (ID-3315)
- USS Robert M. Thompson (ID-3319)
- USS West Gotomska (ID-3322)
- USS West Galeta (ID-3330)
- USS West Hobomac (ID-3335)
- USS Eastport (ID-3342)
- USS Mojave (ID-3353)
- USS Barge No. 6 (ID-3373)
- USS Winding Gulf (ID-3379)
- USS Manna Hata (ID-3396)
- USS Point Lobos (ID-3404)
- USS Zirkel (ID-3407)
- USS Soestdijk (ID-3413)
- USS Salvor (ID-3418)
- USS Arabia (ID-3434)
- USS Ozaukee (ID-3439)
- USS W. L. Steed (ID-3449)
- USS Point Bonita (ID-3496)
- USS Montclair (ID-3497)
- USS Point Bonita (ID-3496)
- USS Montclair (ID-3497)
- USS Scranton (ID-3511)
- USS Naiwa (ID-3512)
- USS M. J. Scanlon (ID-3513)
- USS Victorious (ID-3514)
- USS Nantahala (ID-3519)
- USS Lydia (ID-3524)
- USS Westport (ID-3548)
- USS Willimantic (ID-3549)
- USS West Mead (ID-3550)
- USS Western Belle (ID-3551)
- USS Bellingham (ID-3552)
- USS Berwyn (ID-3565)
- USS Western Comet (ID-3569)
- USS Morristown (ID-3580)
- USS Neponset (ID-3581)
- USS Rogday (ID-3583)
- USS West Zucker (ID-3584)
- USS West Madaket (ID-3636)
- USS West Loquassuck (ID-3638)
- USS Elcasco (ID-3661)
- USS Calamares (ID-3662)
- USS South Pole (ID-3665)
- USS Polar Bear (ID-3666)
- USS Westpool (ID-3675)
- USS West Mahomet (ID-3681)
- USS West Hosokie (ID-3695)
- USS West Lashaway (ID-3700)
- USS Western Maid (ID-3703)
- USS West Eldara (ID-3704)
- USS West Kyska (ID-3709)
- USS Western Plains (ID-3741)
- USS Phoenix Bridge (ID-3767)
- USS Western Hope (ID-3771)
- USS North Pole (ID-3791)
- USS Zaca (ID-3792)
- USS West Grama (ID-3794)
- USS Oskawa (ID-3797)
- USS Oskaloosa (ID-3800)
- USS West Zeda (ID-3801)
- USS Santa Teresa (ID-3804)
- USS Yamhill (ID-3806)
- USS West Carnifax (ID-3812)
- USS West Cressey (ID-3813)
- USS Western Ally (ID-3815)
- USS Buford (ID-3818)
- USS Saccarappa (ID-3828)
- USS West Cobalt (ID-3836)
- USS Mercer (ID-3837)
- USS West Wauna (ID-3856)
- USS Sac City (ID-3861)
- USS West Avenal (ID-3871)
- USS Floridian (ID-3875)
- USS Wathena (ID-3884)
- USS West Elcajon (ID-3907)
- USS West Compo (ID-3912)
- USS Black Arrow (ID-3913)
- USS Marne (ID-3929)
- USS Mariana (ID-3944)
- USS Lake Yahara (ID-3974)
- USS Kaiserin Auguste Victoria (ID-3983)
- USS West Conob (ID-4033)
- USS Graf Waldersee (ID-4040)
- USS New Windsor (ID-4050)
- USS Imperator (ID-4080)
- USS Lake Ypsilanti (ID-4114)
- USS Edisto (ID-4146)
- USS Western Star (ID-4210)
- USS Lake Pepin (ID-4215)
- USS Lake Helen (ID-4215E)
- USS Capella (ID-4253W)
- USS Lake St. Regis (ID-4261)
- USS Watonwan (ID-4296)
- USS Newton (ID-4306)
- USS Moldegaard (ID-4324)
- USS Lake Otisco (ID-4410D)
- USS Lake Wimico (ID-4410G)
- USS Munwood (ID-4460)
- USS Teresa (ID-4478)
- USS West Lewark (ID-4490)
- USS Mount Vernon (ID-4508)
- USS Tivives (ID-4521)
- USS Santa Barbara (ID-4522)
- USS Stephen R. Jones (ID-4526)
- USS Pastores (ID-4540)
- USS Arizonan (ID-4542-A)
- USS Finland (ID-4543)
- USS Minnesotan (ID-4545)

### Section Patrol (SP)
- USS Arawan II (SP-1)
- USS Lynx (SP-2)
- USS Patrol No. 4 (SP-8)
- USS Mystery (SP-16)
- USS Barracuda (SP-23)
- USS Mauna Loa (SP-28)
- USS Patrol No. 5 (SP-29)
- USS Patrol No. 7 (SP-31)
- USS Mustang (SP-36)
- USS Atlantis (SP-40)
- USS Patrol No. 6 (SP-54)
- USS Gypsy (SP-55)
- USS Patrol No. 8 (SP-56)
- USS Rivalen (SP-63)
- USS Joyance (SP-72)
- USS Rutoma (SP-78)
- USS Sturdy (SP-82)
- USS Patrol No. 10 (SP-85)
- USS Perfecto (SP-86)
- USS Simplicity (SP-96)
- USS Kumigan (SP-97)
- USS Dean II (SP-98)
- USS Marie (SP-100)
- USS Panama (SP-101)
- USS Raven III (SP-103)
- USS Sybilla III (SP-104)
- USS Riette (SP-107)
- USS Calabash (SP-108)
- USS Bab (SP-116)
- USS Mohican (SP-117)
- USS Mira (SP-118)
- USS Tarantula (SP-124)
- USS Ono (SP-128)
- USS Kanawha II (SP-130)
- USS Noma (SP-131)
- USS Wanderer (SP-132)
- USS Sultana (SP-134)
- USS Aphrodite (SP-135)
- USS Niagara (SP-136)
- USS Hoqua (SP-142)
- USS Miss Betsy (SP-151)
- USS Lady Anne (SP-154)
- USS Me-Too (SP-155)
- USS Corsair (SP-159)
- USS Narada (SP-161)
- USS Christabel (SP-162)
- USS Vedette (SP-163)
- USS May (SP-164)
- USS Alcedo (SP-166)
- USS Kanawha (SP-169)
- USS Sovereign (SP-170)
- USS Quest (SP-171)
- USS Meline (SP-175)
- USS Privateer (SP-179)
- USS Sentinel (SP-180)
- USS Arcturus (SP-182)
- USS Hiawatha (SP-183)
- USS Gladiola (SP-184)
- USS Aeolus (SP-186)
- USS Hopestill (SP-191)
- USS Sachem (SP-192)
- USS Marguerite (SP-193)
- USS Coronet (SP-194)
- USS Edith M. III (SP-196)
- USS Reposo II (SP-198)
- USS Karibou (SP-200)
- USS Minnemac II (SP-202)
- USS Alacrity (SP-206)
- USS Volunteer (SP-207)
- USS Abalone (SP-208)
- USS Harvard (SP-209)
- USS Helenita (SP-210)
- USS Rambler (SP-211)
- USS Lady Mary (SP-212)
- USS Sabot (SP-213)
- USS Edithia (SP-214)
- USS Hyac (SP-216)
- USS Althea (SP-218)
- USS Killarney (SP-219)
- USS Katherine K. (SP-220)
- USS Sabalo (SP-225)
- USS Pirate (SP-229)
- USS SP-237
- USS Lannai (SP-242)
- USS Niagara (SP-246)
- USS Adroit (SP-248)
- USS Hauoli (SP-249)
- USS Wistaria (SP-259)
- USS Manito II (SP-262)
- USS Niagara (SP-263)
- USS S. T. Co. No. 2 (SP-267)
- USS Almax II (SP-268)
- USS Idalis (SP-270)
- USS Caliph (SP-272)
- USS Ellen (SP-284)
- USS Mary Pope (SP-291)
- USS Glendoveer (SP-292)
- USS Navajo III (SP-298)
- USS Sans Souci II (SP-301)
- USS Spray II (SP-308)
- USS Mikawe (SP-309)
- USS Raboco (SP-310)
- USS Onward (SP-311)
- USS G. H. McNeal (SP-312)
- USS Aloha (SP-317)
- USS Joseph F. Bellows (SP-323)
- USS A. Brook Taylor (SP-326)
- USS Margaret (SP-328)
- USS Crest (SP-339)
- USS Whitecap (SP-340)
- USS Aurora (SP-345)
- USS Alice (SP-367)
- USS Absegami (SP-371)
- USS P. K. Bauman (SP-377)
- USS City of Lewes (SP-383)
- USS Rehoboth (SP-384)
- USS Kajeruna (SP-389)
- USS Montauk (SP-392)
- USS Mary Alice (SP-397)
- USS Legonia II (SP-399)
- USS Susanne (SP-411)
- USS Marija (SP-413)
- USS Kemah (SP-415)
- USS B. H. B. Hubbard (SP-416)
- USS Aramis (SP-418)
- USS Gretchen (SP-423)
- USS Nemes (SP-424)
- USS Minerva (SP-425)
- USS Sequoyah (SP-426)
- USS Seneca (SP-427)
- USS James (SP-429)
- USS Gypsum Queen (SP-430)
- USS Venetia (SP-431)
- USS Oneida (SP-432)
- USS Jassamine (SP-438)
- USS Kanised (SP-439)
- USS Pinafore (SP-450)
- USS Audwin (SP-451)
- USS Ameera (SP-453)
- USS Anado (SP-455)
- USS Cherokee (SP-458)
- USS Aurore II (SP-460)
- USS Mary (SP-462)
- USS Yo Ho (SP-463)
- USS Blue Bird (SP-465)
- USS St. Sebastian (SP-470)
- USS Knickerbocker (SP-479)
- USS Babette II (SP-484)
- USS John B. Hinton (SP-485)
- USS Machigonne (SP-507)
- USS Raazoo (SP-508)
- USS Alert (SP-511)
- USS Guinevere (SP-512)
- USS Actus (SP-516)
- USS Surf (SP-518)
- USS Lu-O-La (SP-520)
- USS Isabel (SP-521)
- USS Charles Mann (SP-522)
- USS Nightingale (SP-523)
- USS Margaret (SP-524)
- USS Margaret (SP-527)
- USS Kestrel II (SP-529)
- USS Anderton (SP-530)
- USS Margaret (SP-531)
- USS Paloma (SP-533)
- USS Estella (SP-537)
- USS Content (SP-538)
- USS Bonita (SP-540)
- USS Admiral (SP-541)
- USS Sialia (SP-543)
- USS Idaho (SP-545)
- USS Wachusetts (SP-548)
- USS Astrea (SP-560)
- USS Empress (SP-569)
- USS Natick (SP-570)
- USS Long Island (SP-572)
- USS Cythera (SP-575)
- USS Arcady (SP-577)
- USS Get There (SP-579)
- USS Halcyon II (SP-582)
- USS Alpha (SP-586)
- USS Raeo (SP-588)
- USS Aztec (SP-590)
- USS Arcturus (SP-593)
- USS Pete (SP-596)
- USS Akbar (SP-599)
- USS R. W. Wilmot (SP-604)
- USS Skink (SP-605)
- USS Nokomis (SP-609)
- USS Saxis (SP-615)
- USS Yacona (SP-617)
- USS Viking (SP-618)
- USS Castro (SP-621)
- USS Betty M. II (SP-623)
- USS Edithena (SP-624)
- USS Cobra (SP-626)
- USS Alcalda (SP-630)
- USS Joy (SP-643)
- USS Shrimp (SP-645)
- USS California (SP-647)
- USS Needle (SP-649)
- USS Atlantic II (SP-651)
- USS Hippocampus (SP-654)
- USS Katie (SP-660)
- USS Lady Betty (SP-661)
- USS Celertias (SP-665)
- USS Parthenia (SP-671)
- USS Ardent (SP-680)
- USS Mary B. Garner (SP-682)
- USS McKeever Brothers (SP-683)
- USS Satilla (SP-687)
- USS Uncas (SP-689)
- USS Jaydee III (SP-692)
- USS Amagansett (SP-693)
- USS Annie E. Gallup (SP-694)
- USS Pawnee (SP-699)
- USS Nirvana (SP-706)
- USS Elsie III (SP-708)
- USS Sapphire (SP-710)
- USS Kiowa (SP-711)
- USS Rush (SP-712)
- USS Galatea (SP-714)
- USS Katherine (SP-715)
- USS Linta (SP-721)
- USS Orca (SP-726)
- USS Seven (SP-727)
- USS Apache (SP-729)
- USS Lynx II (SP-730)
- USS Letter B (SP-732)
- USS Malay (SP-735)
- USS Marold (SP-737)
- USS See W. See (SP-740)
- USS Albacore (SP-751)
- USS Adelante (SP-765)
- USS Sea Otter (SP-781)
- USS Whistler (SP-784)
- USS Enterprise (SP-790)
- USS Itasca (SP-810)
- USS Carola IV (SP-812)
- USS Corona (SP-813)
- USS Sister (SP-822)
- USS Eugene F. Price (SP-839)
- USS Barracuda (SP-845)
- USS Menhaden (SP-847)
- USS Arcadia (SP-856)
- USS Atlantic (SP-859)
- USS James River (SP-861)
- USS J. Reynor & Son (SP-869)
- USS Margo (SP-870)
- USS Lykens (SP-876)
- USS Jimetta (SP-878)
- USS Marguerite II (SP-892)
- USS SP-912
- USS Josephine (SP-913)
- USS Little Brothers (SP-921)
- USS Osprey II (SP-928)
- USS Maysie (SP-930)
- USS Teaser (SP-933)
- USS Corinthia (SP-938)
- USS Augusta (SP-946)
- USS High Ball (SP-947)
- USS Itty E (SP-952)
- USS Tide (SP-953)
- USS Terrier (SP-960)
- USS Lady Thorne (SP-962)
- USS Bagheera (SP-963)
- USS Elfin (SP-965)
- USS Hebe (SP-966)
- USS Admiral (SP-967)
- USS Elizabeth (SP-972)
- USS Verdi (SP-979)
- USS Penobscot (SP-982)
- USS Elfrida (SP-988)
- USS San Toy II (SP-996)
- USS Albatross (SP-1003)
- USS Qui Vive (SP-1004)
- USS Natalie Mae (SP-1005)
- USS Maud (SP-1009)
- USS Yarrow (SP-1010)
- USS Geraldine (SP-1011)
- USS Satellite (SP-1012)
- USS Sea Rover (SP-1014)
- USS Challenge (SP-1015)
- USS Talofa (SP-1016)
- USS Jolly Roger (SP-1031)
- USS Isabela (SP-1035)
- USS Alameda (SP-1040)
- USS Machigonne (SP-1043)
- USS Arval (SP-1045)
- USS Nomad (SP-1046)
- USS Roamer (SP-1047)
- USS Pollyanna (SP-1048)
- USS Albert Brown (SP-1050)
- USS Ensign (SP-1051)
- USS Alabama (SP-1052)
- USS Tech III (SP-1055)
- USS Thistle (SP-1058)
- USS Doloma (SP-1062)
- USS Peggy (SP-1072)
- USS Melville (SP-1078)
- USS Marjorie M. (SP-1080)
- USS Regis II (SP-1083)
- USS Anton Dohrn (SP-1086)
- USS Elizabeth (SP-1092)
- USS Cherokee (SP-1104)
- USS Sayona II (SP-1109)
- USS Monocacy (SP-1116)
- USS Mariner (SP-1136)
- USS Katrina (SP-1144)
- USS Barnett (SP-1149)
- USS Hetman (SP-1150)
- USS Russ (SP-1151)
- USS Arctic (SP-1158)
- USS Narragansett (SP-1163)
- USS Atlantic (SP-1182)
- USS Jane II (SP-1188)
- USS Cero (SP-1189)
- USS Rhebal (SP-1195)
- USS Maggie (SP-1202)
- USS Margaret Anderson (SP-1203)
- USS Pilgrim (SP-1204)
- USS Annabelle (SP-1206)
- USS Ellen (SP-1209)
- USS Lucille Ross (SP-1211)
- USS Inca (SP-1212)
- USS Montauk (SP-1213)
- USS Harvest Queen (SP-1215)
- USS Herreshoff No. 309 (SP-1218)
- USS Acoma (SP-1228)
- USS Liberty III (SP-1229)
- USS Louise No. 2 (SP-1230)
- USS Kwasind (SP-1233)
- USS Cigarette (SP-1234)
- USS General Knox (SP-1237)
- USS Seneca (SP-1240)
- USS Protector (SP-1242)
- USS Josephine (SP-1243)
- USS Joseph M. Clark (SP-1244)
- USS Nahant (SP-1250)
- USS Velocipede (SP-1258)
- USS Grayling (SP-1259)
- USS Marie (SP-1260)
- USS J. M. Guffy (SP-1279)
- USS Kangaroo (SP-1284)
- USS Daiquiri (SP-1285)
- USS Anemone IV (SP-1290)
- USS Snark (SP-1291)
- USS Helen Baughman (SP-1292)
- USS Howick Hall (SP-1303)
- USS Resolute (SP-1309)
- USS Jeanette Skinner (SP-1321)
- USS Kerlew (SP-1325)
- USS Governor R. M. McLane (SP-1328)
- USS San Juan (SP-1352)
- USS Charlton Hall (SP-1359)
- USS A-1 (SP-1370)
- USS El Capitan (SP-1407)
- USS Eliza Hayward (SP-1414)
- USS Commodore (SP-1425)
- USS Sappho (SP-1427)
- USS Alameda (SP-1432)
- USS Swan (SP-1437)
- USS Nellie Jackson (SP-1459)
- USS Kermanshah (SP-1473)
- USS Keresaspa (SP-1484)
- USS Craster Hall (SP-1486)
- USS Lillie B (SP-1502)
- USS Vesta (SP-1506)
- USS Bobylu (SP-1513)
- USS Cauto (SP-1538)
- USS Kroonland (SP-1541)
- USS Kentuckian (SP-1544)
- USS George G. Henry (SP-1560)
- USS Hilton (SP-1574)
- USS Matsonia (SP-1589)
- USS Santa Paula (SP-1590)
- USS Eurana (SP-1594)
- USS Frank H. Buck (SP-1613)
- USS Pleiades (SP-1616)
- USS Frieda (SP-1618)
- USS Ausable (SP-1631)
- USS Guantanamo (SP-1637)
- USS Peerless (SP-1639)
- USS Choctaw (SP-1648)
- USS Gargoyle (SP-1656)
- USS Halcyon (SP-1658)
- USS Edward Luckenbach (SP-1662)
- USS Minneopa (SP-1701)
- USS Miss Toledo (SP-1711)
- USS Bessie (SP-1755)
- USS Dochra (SP-1758)
- USS Tech Jr. (SP-1761)
- USS Lake Placid (SP-1788)
- USS Akela (SP-1793)
- USS War Bug (SP-1795)
- USS Keresan (SP-1806)
- USS Wabash (SP-1824)
- USS Herreshoff No. 306 (SP-1841)
- USS Kiowa (SP-1842)
- USS Houma (SP-1843)
- USS Isle of Surry (SP-1860)
- USS Bessie J. (SP-1919)
- USS Undaunted (SP-1950)
- USS Chinampa (SP-1952)
- USS Joanna (SP-1963)
- USS Bath (SP-1997)
- USS Progressive (SP-2003)
- USS Astoria (SP-2005)
- USS Laura Reed (SP-2009)
- USS Satsuma (SP-2038)
- USS Raymond (SP-2065)
- USS Glen White (SP-2068)
- USS Pensacola (SP-2078)
- USS Margin (SP-2119)
- USS Long Beach (SP-2136)
- USS Hatteras (SP-2142)
- USS Lake Huron (SP-2144)
- USS Gorgona (SP-2164)
- USS Relief (SP-2170)
- USS Atlas (SP-2171)
- USS Lake Moor (SP-2180)
- USS Lake Erie (SP-2190)
- USS Narragansett (SP-2196)
- USS Democracy (SP-2215)
- USS Constantia (SP-2217)
- USS Herreshoff No. 308 (SP-2232)
- USS Herreshoff No. 321 (SP-2235)
- USS San Juan (SP-2262)
- USS Pocomoke (SP-2265)
- USS Felix Taussig (SP-2282)
- USS General Putnam (SP-2284)
- USS Jack Scully (SP-2289)
- USS Princess Matioka (SP-2290)
- USS Alexander H. Erickson (SP-2298)
- USS Herman S. Caswell (SP-2311)
- USS Merchant (SP-2313)
- USS Pontiac (SP-2343)
- USS Waban (SP-2355)
- USS Postmaster General (SP-2364)
- USS Sea Hawk (SP-2365)
- USS Herreshoff No. 322 (SP-2373)
- USS John G. Olsen (SP-2377)
- USS Julia Luckenbach (SP-2407)
- USS Wanderer (SP-2440)
- USS Elinor (SP-2465)
- USS Bussum (SP-2468)
- USS S. M. Goucher (SP-2487)
- USS Rijndam (SP-2505)
- USS Margaret (SP-2510)
- USS Lake Crescent (SP-2557)
- USS Hydraulic (SP-2584)
- USS Ahdeek (SP-2589)
- USS Bayocean (SP-2640)
- USS Avenger (SP-2646)
- USS Celebes (SP-2680)
- USS Gorontalo (SP-2682)
- USS John M. Connelly (SP-2703)
- USS Alexander Brown (SP-2725)
- USS Clare (SP-2774)
- USS Dretcherland (SP-2793)
- USS Jan Van Nassau (SP-2805)
- USS Herreshoff No. 323 (SP-2840)
- USS Howard C. Moore (SP-2872)
- USS Santa Luisa (SP-2873)
- USS Barge No. 8 (SP-2876)
- USS Lake St. Clair (SP-2904)
- USS Lake Pewaukee (SP-2906)
- USS Lake Arthur (SP-2915)
- USS Lake Elizabeth (SP-2957)
- USS Gulfport (SP-2989)
- USS Lake Bridge (SP-2990)
- USS Lake Forest (SP-2991)
- USS Lake Michigan (SP-2993)
- USS Lakeport (SP-2994)
- USS Resolute (SP-3003)
- USS Katrina Luckenbach (SP-3020)
- USS Gold Shell (SP-3021)
- USS Amphitrate (SP-3028)
- USS Ibis (SP-3051)
- USS Gratitude (SP-3054)
- USS Fresno (SP-3063)
- USS Josephus (SP-3065)
- USS Rosedale (SP-3079)
- USS Helvetia (SP-3096)
- USS Westchester (SP-3103)
- USS Asher J. Hudson (SP-3104)
- USS Rod (SP-3114)
- USS Santa Olivia (SP-3125)
- USS Santa Malta (SP-3125-A)
- USS Griswold (SP-3138)
- USS Alloway (SP-3139)
- USS Camden (SP-3143)
- USS Robert H. McCurdy (SP-3157)
- USS Ice King (SP-3160)
- USS Hurst (SP-3196)
- USS Rescue (SP-3209)
- USS Resolute (SP-3218)
- USS Katherine W. Cullen (SP-3223)
- USS Sparrow II (SP-3231)
- USS Lagoda (SP-3250)
- USS Severn (SP-3273)
- USS Mary M (SP-3274)
- USS Hawaiian (SP-3277)
- USS Myrtle (SP-3289)
- USS Hopkins (SP-3294)
- USS Josephine (SP-3295)
- USS Sagamore (SP-3296)
- USS Polar Sea (SP-3301)
- USS San Juan (SP-3306)
- USS El Occidente (SP-3307)
- USS Plymouth (SP-3308)
- USS Defiance (SP-3327)
- USS Easterner (SP-3331)
- USS Sherman (SP-3345)
- USS Eastern Chief (SP-3390)
- USS Eastern Queen (SP-3406)
- USS Isanti (SP-3423)
- USS Betty Jane I (SP-3458)
- USS Liberty (SP-3461)
- USS Edith (SP-3469)
- USS Eastern Shore (SP-3500)
- USS Eastern Light (SP-3538)
- USS Hickman (SP-3554)
- USS Lake Catherine (SP-3568)
- USS Lake Blanchester (SP-3597-C)
- USS Challenger (SP-3630)
- USS Major Wheeler (SP-3637)
- USS Polar Land (SP-3651)
- USS Federal (SP-3657)
- USS Invincible (SP-3671)
- USS Independence (SP-3676)
- USS Cohasset (SP-3679)
- USS Edenton (SP-3696)
- USS McDougall (SP-3717)
- USS West Humhaw (SP-3718)
- USS Lake Larga (SP-3765A)
- USS Lake Elsinore (SP-3765B)
- USS Lake Gedney (SP-3765C)
- USS Fort Wayne (SP-3786)
- USS Polar Star (SP-3787)
- USS Piave (SP-3799)
- USS Banago (SP-3810)
- USS Kamesit (SP-3829)
- USS Edward L. Dohney III (SP-3835)
- USS Auburn (SP-3842)
- USS Edgecombe (SP-3894)
- USS Lake Gaspar (SP-4086)
- USS Lake Dymer (SP-4131)
- USS Lake Geneva (SP-4215B)
- USS Lake Mary (SP-4269)
- USS Lake Berdan (SP-4276C)
- USS Lake Conesus (SP-4331)
- USS Hoxbar (SP-4341)
- USS Hoven (SP-4341B)
- USS Lake Capens (SP-4358)
- USS Lake Charlotte (SP-4394)
- USS Lake Frances (SP-4406)
- USS Lake Gakona (SP-4409A)
- USS Lake Fern Wood (SP-4410)
- USS Lake Harney (SP-4410E)
- USS Lake Lillian (SP-4410F)
- USS Lake Daraga (SP-4428)
- USS Lake Pleasant (SP-4429)
- USS Lake Harris (SP-4429A)
- USS Baxley (SP-4449)
- USS Agwidale (SP-4464)
- USS El Oriente (SP-4504)
- USS El Sol (SP-4505)
- USS Santa Clara (SP-4523)
- USS Alaskan (SP-4542)
- USS Edgar F. Luckenbach (SP-4697)